# Métro Lyon
Die Métro Lyon, Markenbezeichnung TCL Métro, ist die U-Bahn der südostfranzösischen Großstadt Lyon. Sie ist mit 32,1 Kilometern Streckenlänge und 44 Stationen nach Paris und Lille die drittgrößte U-Bahn Frankreichs. Gemessen am Fahrgastaufkommen liegt sie mit rund 742.000 Fahrgästen pro Tag (2012) hinter Paris an zweiter Stelle. Mit einem Anteil von rund 50 Prozent der Fahrgastbewegungen im öffentlichen Personennahverkehr ist sie das mit Abstand wichtigste öffentliche Verkehrsmittel in der Stadt.
Die Métro weist zahlreiche betriebliche und technische Besonderheiten auf. Dazu gehören durchgehender Linksverkehr, ein Zahnstangenabschnitt, Züge mit Gummibereifung, ein für französische Verhältnisse ungewöhnlich breites Fahrzeugprofil sowie rechnergestützter und teilweise fahrerloser Betrieb.
Der größte Teil des Streckennetzes wurde zwischen 1978 und 1992 in Betrieb genommen. Den ursprünglich geplanten weiteren Streckenausbau gab man aus demografischen und finanziellen Gründen zugunsten der im Jahr 2000 wiedereingeführten Straßenbahn weitgehend auf. Überhaupt ist die Métro der ihr ursprünglich zugedachten Rolle, die Stadtentwicklung im Großraum Lyon maßgeblich zu begleiten, letztlich nicht in gewünschtem Umfang gerecht geworden.
Historisch betrachtet war der Bau der Métro Lyon über lange Zeit „eine Art Symbol“ für die beständigen politischen Auseinandersetzungen zwischen der örtlichen Kommunalverwaltung und der Zentralregierung in Paris, worauf die ortsansässige Bevölkerung mit einem gewissen Stolz zurückblickt.

## Organisation und Finanzen
Die Métro wird von Keolis Lyon zusammen mit den meisten anderen öffentlichen Verkehrsmitteln in der Region unter dem genannten Markennamen TCL, ausgeschrieben Transports en Commun de l’agglomération de Lyon, betrieben. Auftraggeber ist der regionale Verkehrsverbund SYTRAL (Syndicat mixte des Transports pour le Rhône et l’Agglomération Lyonnaise).
SYTRAL ist Eigentümer sämtlicher Betriebsanlagen und Fahrzeuge, führt die Angebots- und Tarifplanung sowie die Qualitätssicherung durch und ist darüber hinaus für die Finanzierung zuständig. Die Verkehrsleistung wird dabei alle sechs Jahre neu ausgeschrieben. Dies geschah zuletzt zum 1. Januar 2011, wobei Keolis Lyon, eine Tochter des französischen Keolis-Konzerns, den Zuschlag erhielt.
Die Bezeichnung TCL geht auf den ehemals privaten Straßenbahn- und Omnibusbetreiber Lyons, die Société des Transports en Commun Lyonnais (Société TCL) zurück, deren Namensrechte die heutige SYTRAL 1976 übernahm.
Genaue Angaben über die Betriebskosten der Métro gibt es nicht. SYTRAL gab 2012 für den Betrieb des Gesamtnetzes 377,6 Millionen Euro aus, woran die Métro sicherlich spürbaren Anteil hat. Dagegen fielen die Kosten für die verschleißbedingte Beschaffung von Sachanlagen mit 2,7 Millionen Euro im Verhältnis zu über 201,1 Millionen Euro Investitionen im Gesamtnetz gering aus. Wichtigste Einnahmequelle ist die örtliche Verkehrssteuer (versement transport) mit einem Gesamtaufkommen von 260,1 Mio. EUR, gefolgt von Fahrgeldeinnahmen in Höhe von 199,5 Mio. EUR sowie 127,1 Mio. EUR Umlagen von den Verbundgemeinden. Das Département Rhône und der Zentralstaat leisten dagegen nur geringfügige Zahlungen.

## Streckennetz

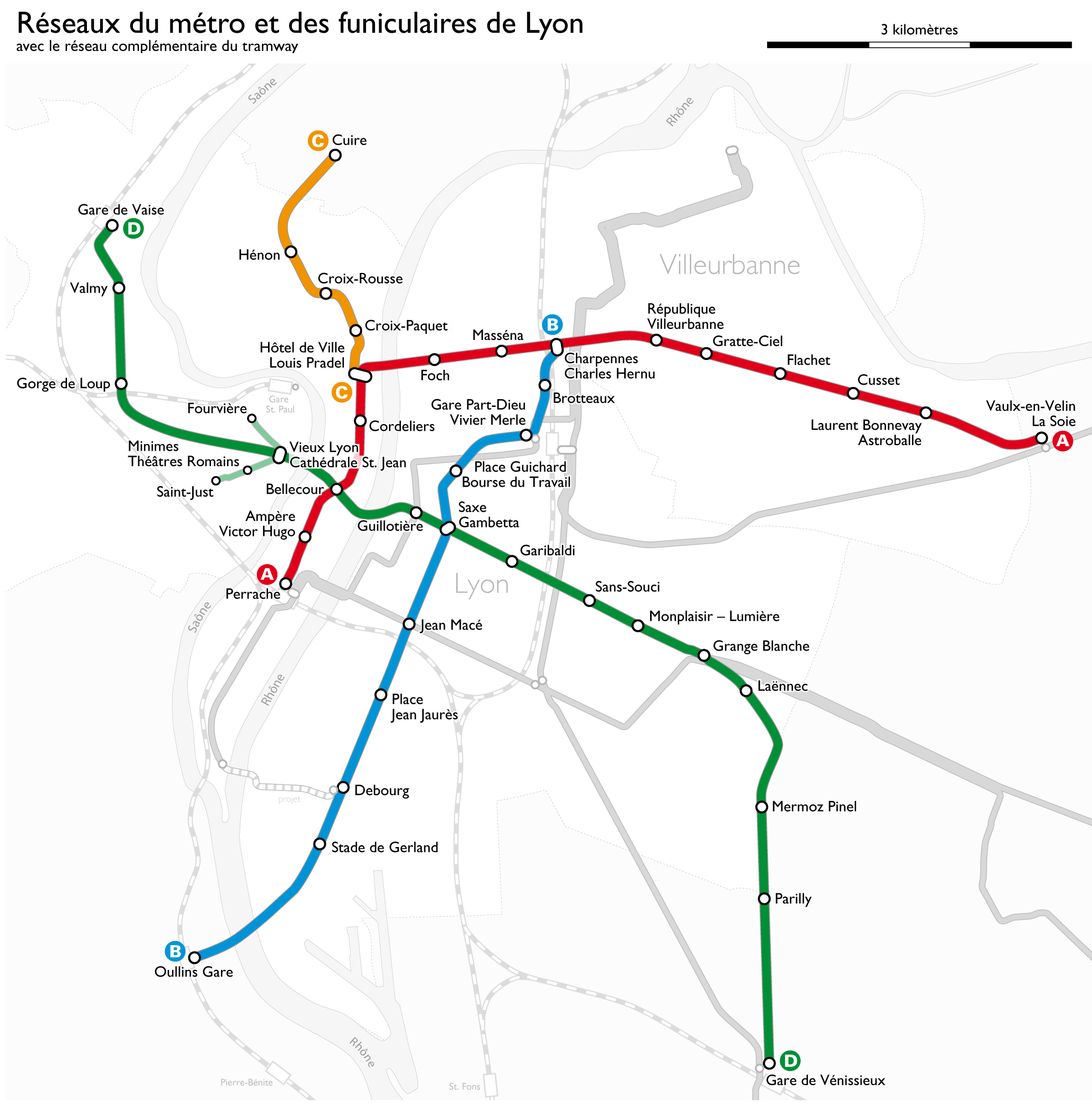
Liniennetzplan noch ohne die Südverlängerung der Linie B

### Ausdehnung und Betrieb
Die Ausdehnung des Métronetzes korrespondiert im Wesentlichen mit den inneren, am dichtesten bebauten Siedlungsgebieten des Ballungsraumes Métropole de Lyon. Diese erstrecken sich vom historischen Stadtzentrum aus gesehen, das oberhalb der um vier Kilometer nach Süden verschleppten Mündung der Saône in die Rhone auf der Halbinsel (Presqu’île) liegt, vorwiegend Richtung Osten und Südosten. Im Norden und Westen dagegen, wo steile Berghänge größere Siedlungstätigkeit in der Nähe der Innenstadt weitgehend verhindert haben, sind vergleichsweise wenige Streckenkilometer zu verzeichnen. Das Netz steht teilweise recht deutlich hinter der Ausdehnung der geschlossenen Bebauung zurück, sodass die Straßenbahn Lyon vielerorts eine Zubringerfunktion erfüllt.
Die Métro bedient, abgesehen vom Stadtgebiet Lyons, das über der Stadt gelegene Quartier La Croix-Rousse und die Vorortgemeinden Caluire-et-Cuire , Villeurbanne und Vaulx-en-Velin im Osten, sowie Vénissieux im Südosten. Von besonderer Bedeutung für das Métronetz ist neben dem historischen Stadtkern vor allem das zentral gelegene Part-Dieu-Gelände auf der Ostseite der Rhone. Dieses umfasst ein sehr großes Einkaufszentrum, verschiedene Bürokomplexe sowie den wichtigsten innerstädtischen Bahnhof für den TGV-Fernverkehr und stellt damit eine Art zweites Stadtzentrum für Lyon dar.
Das Métronetz besteht aus vier Strecken mit einer Gesamtlänge von 32,1 Kilometern und 44 Bahnhöfen, Kreuzungsbahnhöfe doppelt gezählt. Alle vier Strecken werden von je einer Linie bedient. Diese sind mit den Buchstaben A bis D bezeichnet und besitzen individuelle Erkennungsfarben. Die Linien A, B und D kreuzen sich dabei in der Innenstadt paarweise je einmal und bilden somit ein Sekantennetz. Auf der Linie C gibt es nur an der Station Hôtel de Ville-Louis Pradel am Nordrand der Halbinsel eine Umsteigemöglichkeit zur Linie A.

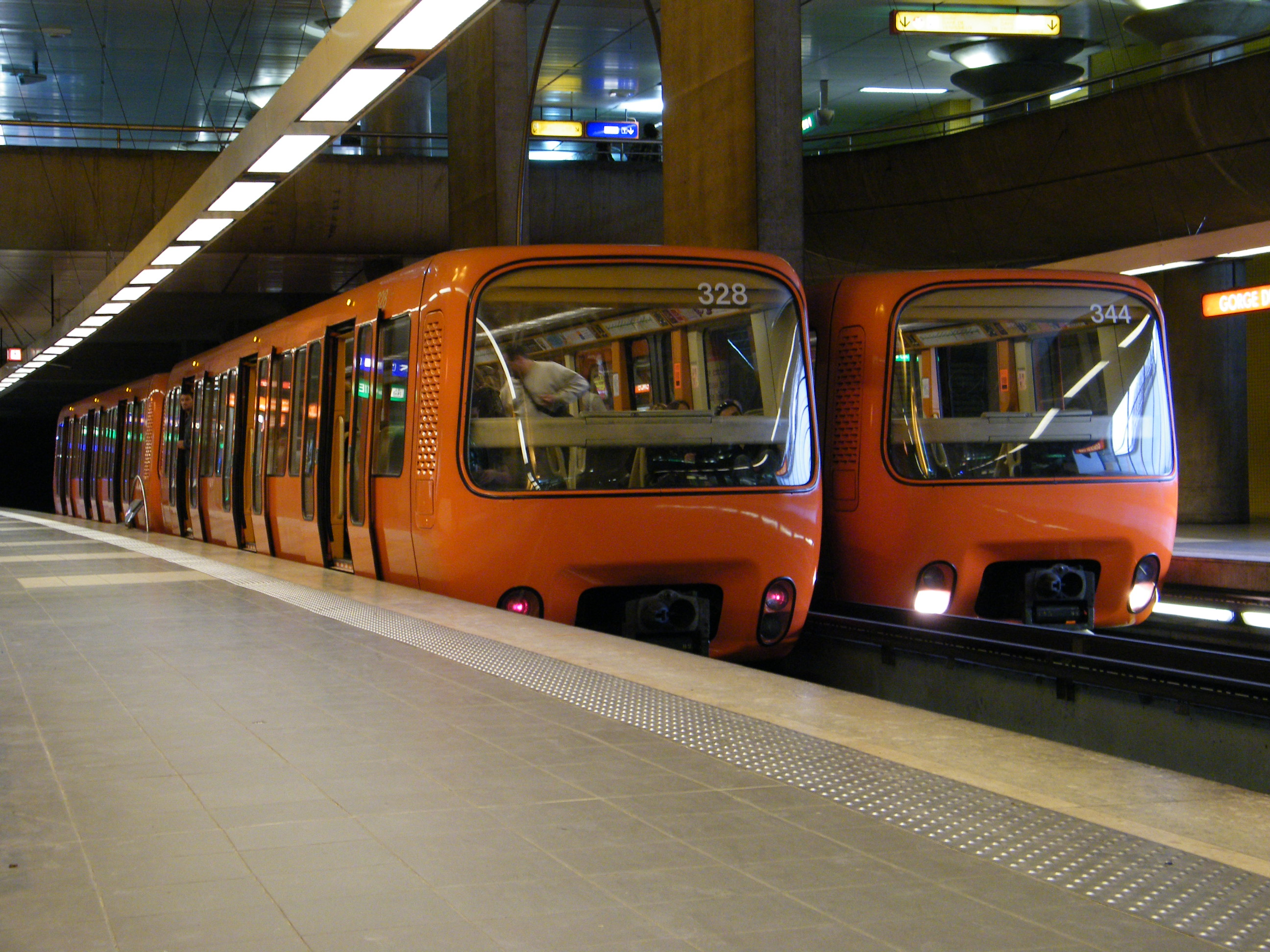
Unbemannter Betrieb und Linksverkehr auf der Linie D, Station Gorge de Loup, 2009

Die Linien A, B und D benutzen dieselbe Antriebstechnik und sind dementsprechend über Betriebsstrecken miteinander verbunden. Die Züge fahren auf Gummireifen (Métro sur pneumatiques) und werden mittels seitlich bestrichener Stromschiene mit Fahrstrom versorgt. Die Linie D weist – abweichend zu den Linien A und B – vollautomatischen und unbemannten Betrieb auf.
Die Linie C ist im Gegensatz dazu als konventionelle Reibungsbahn sowie abschnittsweise als Zahnradbahn nach dem System von Roll ausgeführt. Die Züge fahren auf Stahlrädern und beziehen ihren Fahrstrom von einer Oberleitung.
Das Streckennetz wird gänzlich im Linksverkehr betrieben und verläuft fast ausschließlich unterirdisch. Oberirdisch angelegt sind nur die Betriebshöfe und deren Zufahrten sowie zwei Abschnitte der Linie C. Dort befinden sich die beiden einzigen oberirdischen Stationen des Netzes, Croix-Paquet und Cuire.
Die Züge verkehren täglich zwischen 5 Uhr morgens und Mitternacht, je nach Tageszeit und Linie alle 2 bis 11 Minuten. Am 1. Mai, dem Tag der Arbeit, ruht der Betrieb vollständig. Während der relativ häufigen Streiks im Öffentlichen Dienst in Frankreich wird der Betrieb auf den Linien A, B und C eingeschränkt oder ganz eingestellt, während die Linie D ohne Beeinträchtigung verkehrt, da sie mangels Fahrpersonal nicht bestreikt werden kann. Wohl in diesem Zusammenhang sollten die Linien A und B bis 2017/18 ebenso auf vollautomatischen und unbemannten Betrieb umgestellt werden, auf der Linie B ist dies inzwischen geschehen.

### Linie A
Linie A beginnt am Fernbahnhof Lyon-Perrache am Südrand der Altstadt auf der Halbinsel. Von dort verläuft sie unter der zentralen Fußgängerzone in nördlicher Richtung entlang bis zum Rathaus der Stadt (Hôtel de Ville) am Nordende der Halbinsel. Dort biegt sie in östliche Richtung ab, überquert die Rhone im Tubus der Morand-Brücke und verläuft anschließend unter dem Cours Vitton und dem Cours Émile Zola weiter nach Osten bis zur Endstation Vaulx-en-Velin La Soie. Diese liegt rund einen Kilometer hinter dem östlichen Autobahnring an der Gemeindegrenze zwischen Villeurbanne und Vaulx-en-Velin. Direkt daneben befindet sich die zugehörige Betriebswerkstatt, die Ateliers de la Poudrette.
Die Métro A ist 9,2 Kilometer lang, hat 14 Stationen und zählte 2012 im Schnitt rund 248.000 Reisende pro Tag. Die Linienkennfarbe ist Rot. Auf der Linie A kommen Drei-Wagen-Züge zum Einsatz. Die Bahnsteige sind für eine Zuglänge von vier Wagen ausgelegt.

### Linie B
Linie B beginnt an einem Seitenbahnsteig im U-Bahnhof Charpennes-Charles Hernu der Linie A, der etwa auf Höhe eines Drittels des Weges von Hôtel de Ville nach Vaulx-en-Velin sowie an der Grenze zwischen Lyon und Villeurbanne liegt. Von dort verläuft die Strecke östlich parallel zur Rhone bis zum Stade Gerland, etwa einen Kilometer südwestlich der Saône-Mündung. Im weiteren Verlauf unterquert der Tunnel in einer langen Kurve die Rhone und mündet in den Endbahnhof Oullins Gare im gleichnamigen Vorort.
Die Linie B bedient in ihrem Verlauf zunächst das Part-Dieu-Gelände mit der gleichnamigen Station. Es folgt der U-Bahnhof Saxe-Gambetta, der als Kreuzungsbahnhof mit der Linie D dient, sowie die Station Jean Macé, wo seit 2009 ein Umsteigebahnhof zum Vorortverkehr nach Süden und Südosten besteht. Insbesondere ist die Linie B die einzige Métrolinie, die das Part-Dieu-Gelände erschließt, so dass in diese Richtung von drei der vier Métrolinien mindestens einmal umgestiegen werden muss.
Die Métro B war im Jahr 2012 8 Kilometer lang, hatte zehn Stationen und zählte rund 158.000 Reisende pro Tag (2012). Ihre Linienkennfarbe ist Blau. Ursprünglich kamen auf der Linie B die gleichen Drei-Wagen-Züge zum Einsatz wie auf der Linie A. Hier lassen die Bahnsteige Vier-Wagen-Züge zu. Im Rahmen des Projekts Avenir Métro wurde die Linie B automatisiert und Doppeltriebwagen des Typs MPL16 beschafft. Seit Sommer 2022 ist die Linie B wie bereits die Linie D fahrerlos.
Am 20. Oktober 2023 wurde die Linie B von Gare d'Oullins um 2,4 km und zwei Stationen (Oullins Centre und Saint-Genis-Laval Hôpital Lyon Sud) nach Südwesten verlängert. Die vollständig unterirdische Strecke kostete 391 Millionen Euro, es werden rund 50 000 Fahrgäste pro Tag erwartet.

### Linie C

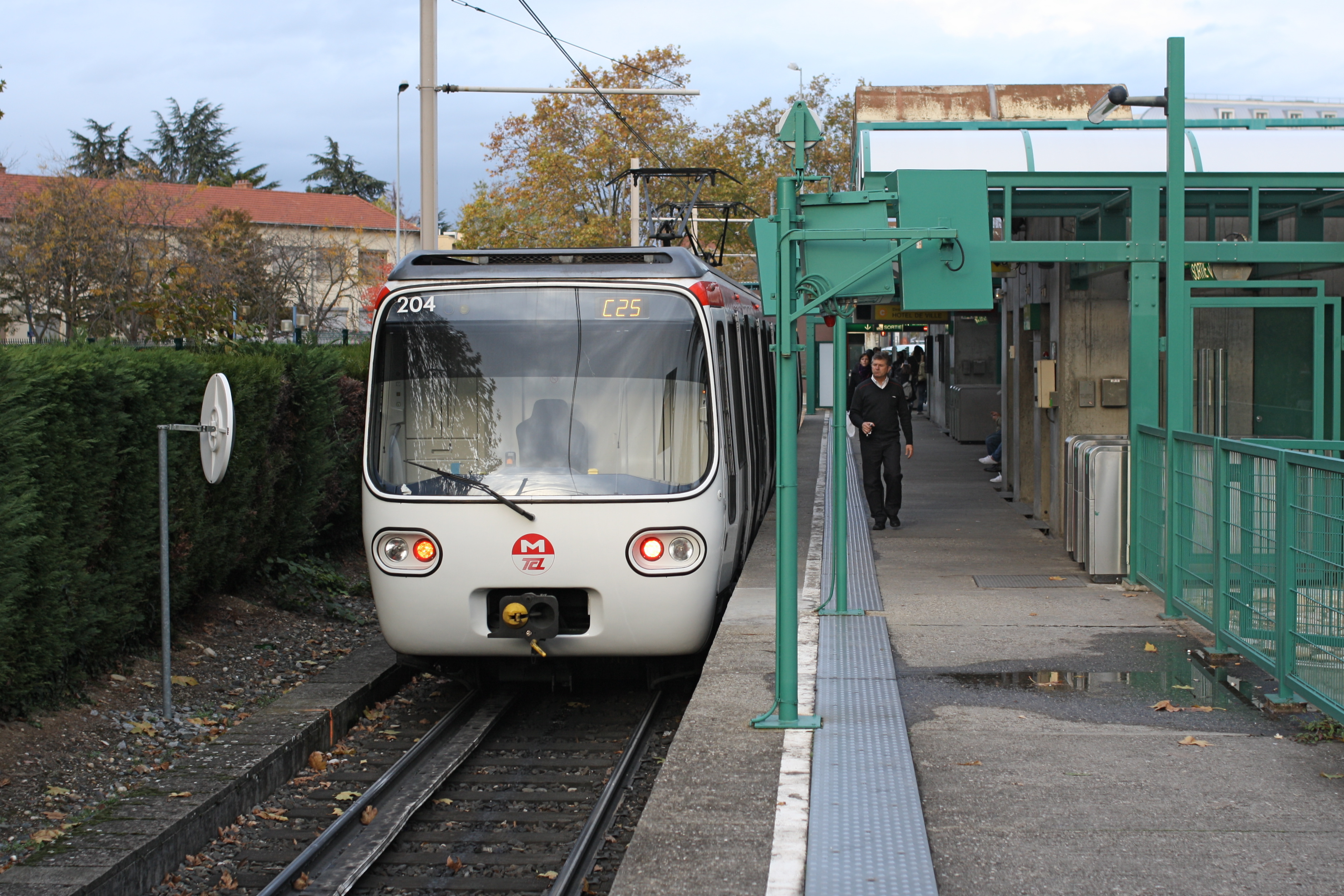
Eingleisige Endstation Cuire der Linie C mit Fahrzeug der Baureihe MCL 80

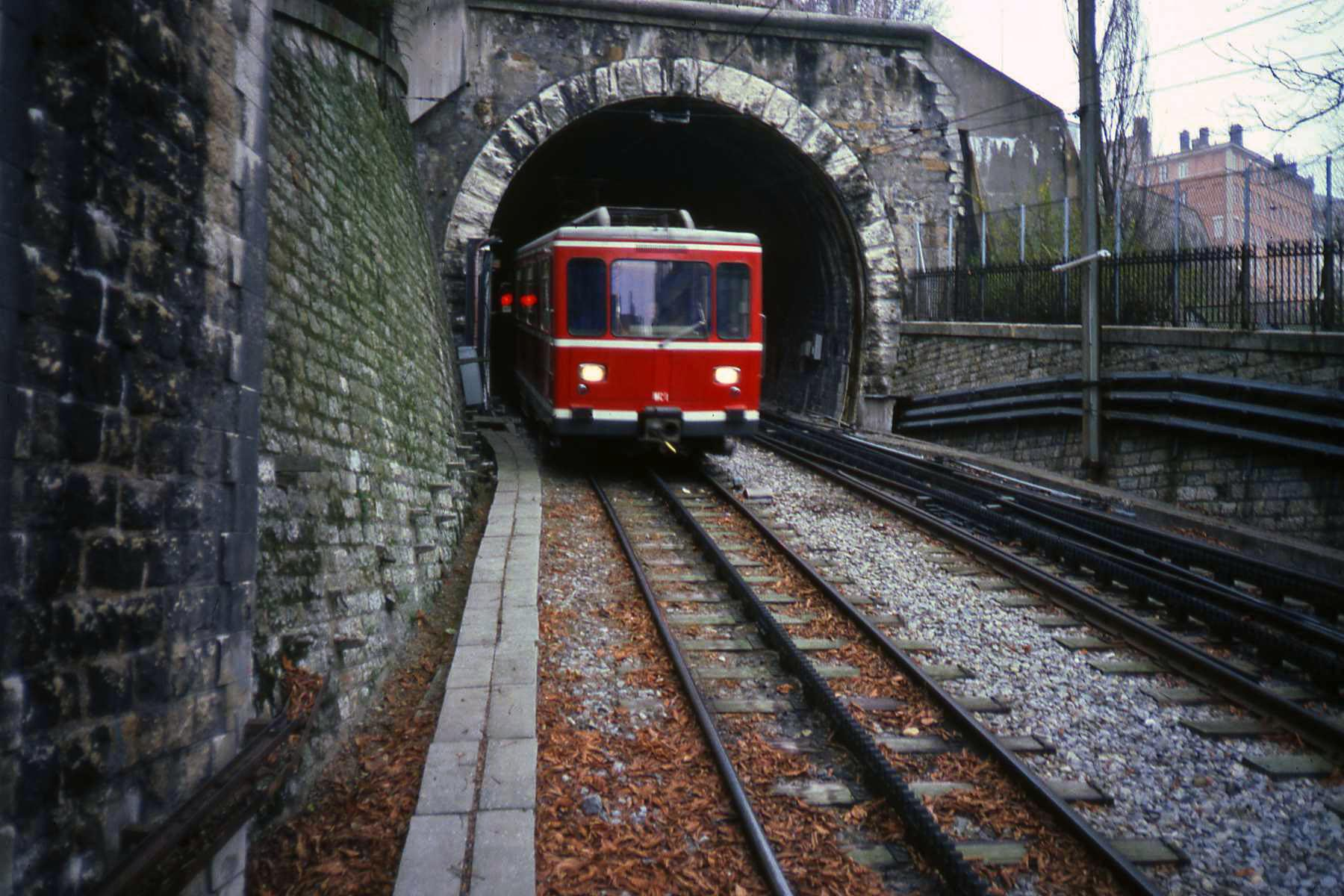
Triebwagen MC1 der Vorgängerbaureihe aus dem Jahr 1974 bei der Einfahrt in die ehemalige Talstation Croix-Paquet

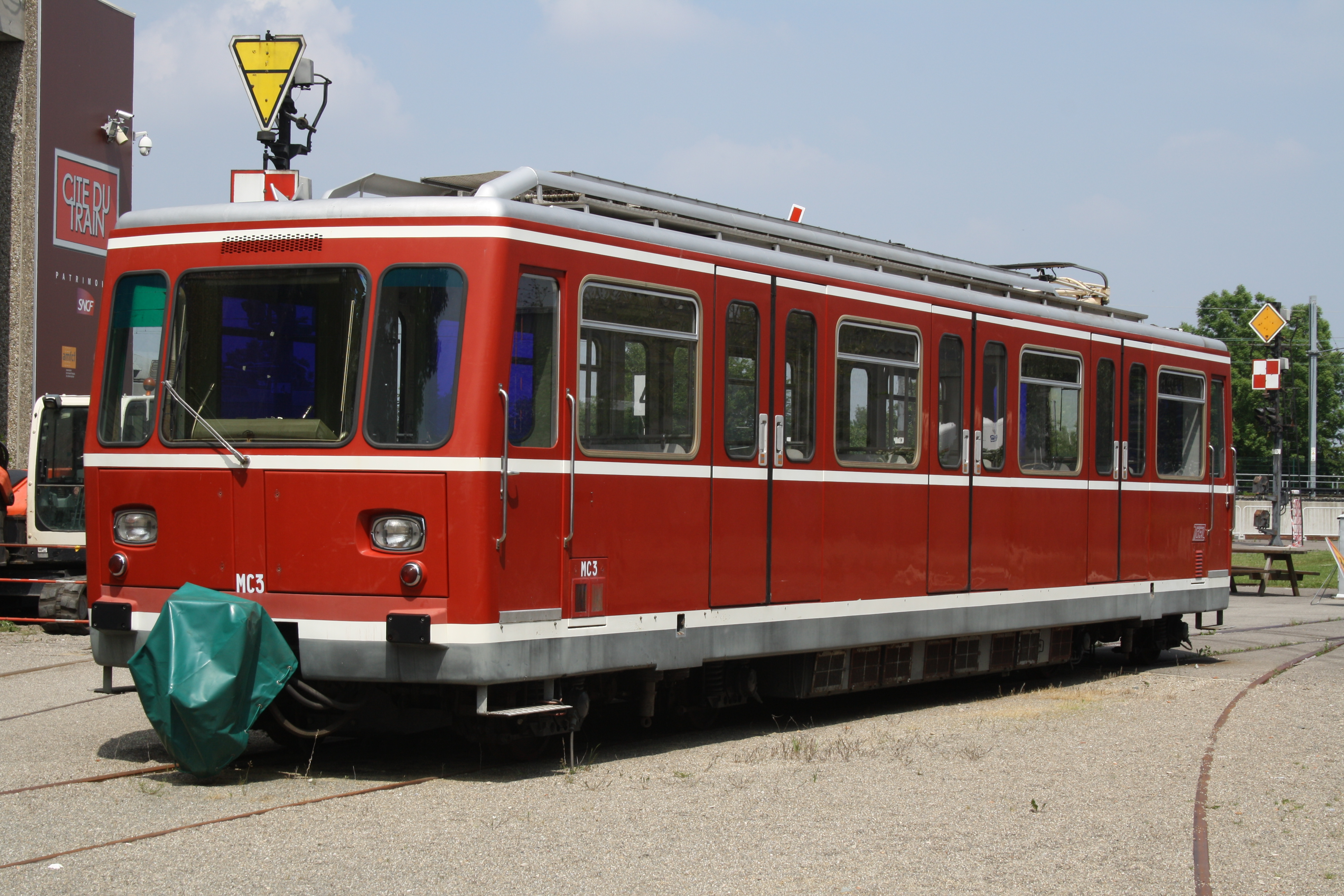
Triebwagen MC3 in der Cité du Train

Die Linie C führt von der Station Hôtel de Ville aus in Richtung Norden auf das Hochplateau von Croix-Rousse bis nach Cuire, dem südlichen Stadtteil von Caluire-et-Cuire.
Ihr ältester Abschnitt entstand auf der unterirdischen Trasse einer 1891 eröffneten und bis zum 2. Juli 1972 betriebenen Standseilbahn. 
Wegen der großen Steigung von 17,3 % wurde sie als Zahnradbahn erstellt. Die Inbetriebnahme erfolgte am 9. Dezember 1974. Damit ist dieser Abschnitt nach der Karmelit (eine Standseilbahn) in Haifa die steilste U-Bahn-Strecke der Welt. Am 2. Mai 1978 wurde die talseitig verlängerte Strecke (teilweise ebenfalls als Zahnradbahn) bis zur neuen Endstation Hôtel de Ville, die Umsteigebahnhof zur Métrolinie A ist, in Betrieb genommen. 
Zunächst genügten für den Betrieb die beiden elektrischen Triebwagen MC1 und MC2, bei Stadler gebaute mehrfachtraktionsfähige Fahrzeuge mit elektrischer Ausrüstung von BBC. 1978 wurde der Triebwagen MC3 nachbeschafft, der jedoch nur einzeln verkehren konnte. 
Anfang der 1980er Jahre wurde die bis dato in Croix Rousse endende Linie als Adhäsionsbahn um 800 m zur Station Hénon verlängert. Der Tunnel wurde in offener Bauweise errichtet. Nördlich der vorläufigen Endstation folgte eine oberirdische Betriebsstrecke zur 500 m entfernt errichteten Betriebswerkstatt Ateliers de Hénon, die mittlerweile und ebenfalls als Adhäsionsbahn bis zur aktuellen Endstation Cuire genutzt wird.
Bei der letzten Verlängerung bis Cuire wurden die erst zehn Jahre alten Triebwagen abgestellt und durch fünf Neufahrzeuge des Typs MCL 80 ersetzt. Diese Doppeltriebwagen weisen ein größeres Platzangebot auf, ihre Wagenkästen sind optisch denen der übrigen Métrozüge angeglichen. Die Stromzufuhr erfolgt jedoch über eine Oberleitung, weshalb jeder Wagenkasten einen Dachstromabnehmer trägt. Der Triebwagen MC3 aus dem Jahr 1978 ist im Freigelände des Eisenbahnmuseums Mülhausen (Cité du Train) ausgestellt.
Die Métro C ist 2,4 Kilometer lang und hat fünf Stationen. Sie ist damit die kürzeste der vier Linien. Mit 34.700 Reisenden pro Tag (2012) ist sie außerdem mit Abstand am schwächsten frequentiert. Daher werden bei entsprechend kurzen Bahnsteigen nur Zwei-Wagen-Züge eingesetzt. Andererseits ist die Linie C mit diesen Fahrgastzahlen wahrscheinlich die meistfrequentierte Zahnradbahn der Welt.
Bedingt durch den anfänglichen Inselbetrieb und dem teilweisen Verkehr als Zahnradbahn hat die Linie C eine eigene Betriebswerkstatt. Die Linienkennfarbe der Linie C ist Gelb. 
Die Linie C enthält die einzigen beiden oberirdischen Streckenabschnitte des Lyoner Metro-Netzes. Beide gehen auf ehemalige Bahnlinien zurück, die für die Trassierung der Métro verwendet wurden. Insbesondere benutzt die Linie C im Bereich ihrer nördlichen Endstation die Trasse der ehemaligen Bahnstrecke Lyon-Croix-Rousse–Trévoux.

### Linie D
Die Linie D beginnt in Vaise, einem Vorstadtbahnhof an der Bahnstrecke Richtung Paris im äußeren Nordwesten Lyons. Sie durchquert anschließend das 9. Arrondissement in Richtung Süden bis zum Bahnhof Gorge de Loup, von wo aus die Vorortzüge in Richtung L’Arbresle verkehren. Von dort führt der Tunnel in südöstlicher Richtung unter dem Fourvière-Hügel hindurch bis zur Station Vieux Lyon-Cathédrale St. Jean direkt am westlichen Ufer der Saône. Dort besteht ein integrierter Umsteigebahnhof zu den beiden Standseilbahnen, die auf den Fourvière-Hügel hinaufführen, der Zahnradbahn Saint-Jean–Saint-Just und dem Funiculaire de Fourvière. Anschließend unterquert die Strecke beide Flüsse, wobei sie auf der Halbinsel etwa auf halber Höhe zwischen Perrache und Hôtel de Ville an der Station Bellecour die Linie A kreuzt. Auf der Ostseite der Rhone verläuft sie unter dem Cours Gambetta und der Rue Guillaume Paradin weiter nach Südosten. Dann biegt sie nach Süden hin ab und verläuft unter dem Boulevard Pinel und der Avenue Jules Guesde weiter bis zur Endstation Gare de Vénissieux an der Bahnstrecke nach Grenoble. Die letzten beiden Stationen befinden sich dabei auf dem Gemeindegebiet von Vénissieux.
Die Linie D ist mit 12,6 Kilometern Länge und 15 Stationen die längste der vier Linien und mit 302.000 Fahrgästen pro Tag (2012) am stärksten frequentiert. Obwohl die Bahnsteige genauso wie bei den Linien A und B für vier Wagen ausgelegt sind, verkehren auf der Linie D nur Zwei-Wagen-Züge, dafür aber in sehr dichtem Takt. Die Linienkennfarbe der Linie D ist Grün.
Wenngleich an der Station Saxe-Gambetta eine Verbindungskurve zur Linie B und damit indirekt ein Weg nach Poudrette besteht, verfügt die Linie D über eine eigene Betriebswerkstatt, die Ateliers du Thioley. Sie liegt etwa einen Kilometer nördlich vor der Station Gare de Vénissieux und war ursprünglich nur als reines Depot ohne Werkstätten geplant. Weil sich der logistische Aufwand zur Schleusung der Züge nach Poudrette über die Linien B und A hinweg als zu groß erwiesen hatte, wurden die Pläne noch während des Baus der Linie D entsprechend dem heutigen Stand geändert.

### Ergänzung durch Straßenbahn, Trolleybus und Autobus

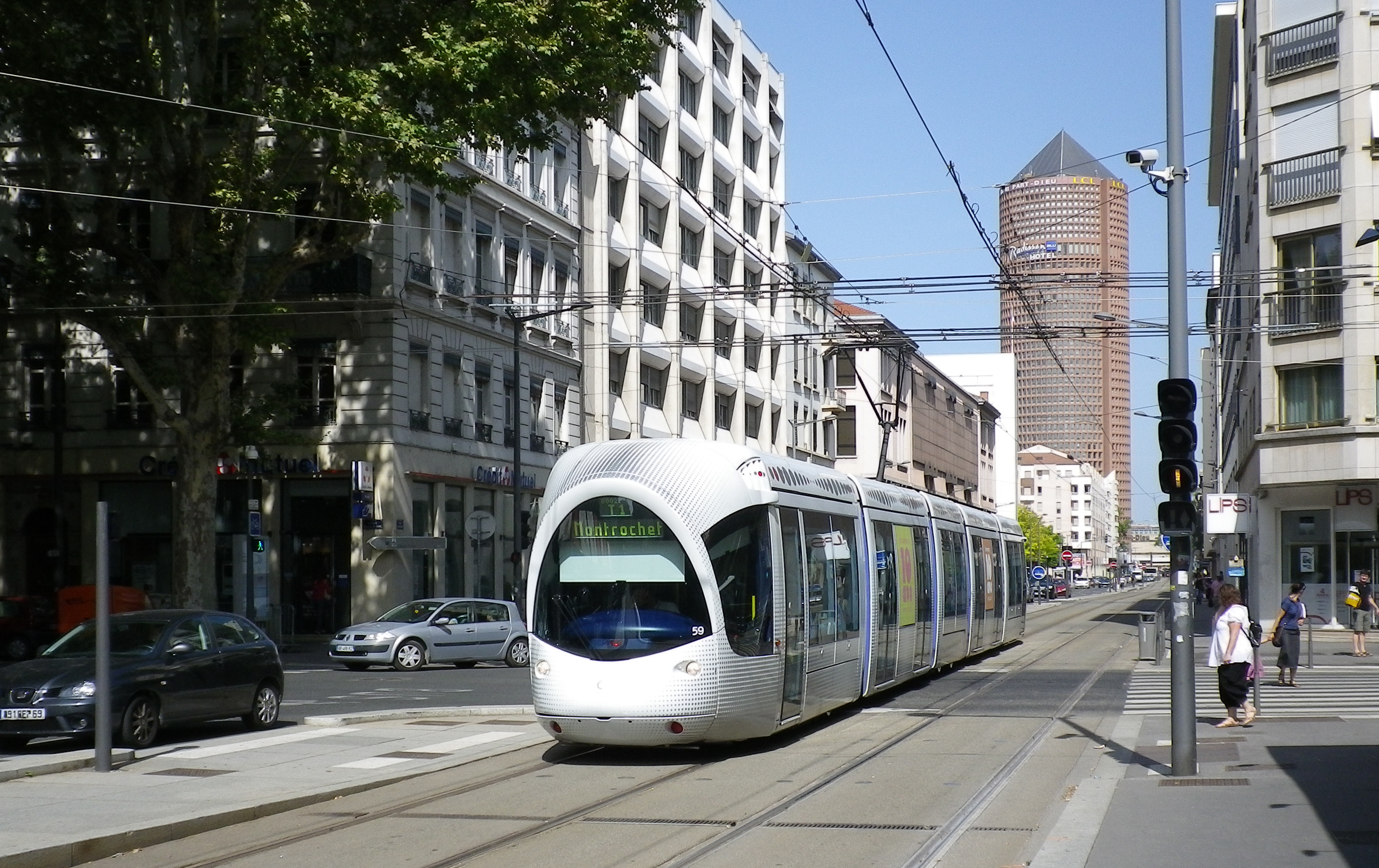
Einige Verbindungen in der Innenstadt bedienen nur Straßenbahn und Bus ohne Umsteigen, etwa von Part-Dieu nach Perrache

Ergänzt wird das Métronetz durch die örtliche Straßenbahn sowie ein engmaschiges Trolleybus- und Autobusnetz. Die Straßenbahn bedient dabei zusammen mit einigen ausgewählten Buslinien (lignes fortes) wichtige Tangentialverbindungen in der Stadt, die die Métro nicht oder nur durch Umsteigen herstellen kann, besonders in Richtung Part-Dieu. Außerdem „verlängern“ viele dieser Linien die Métro in den Außenbezirken zu den Stadtrandsiedlungen, die die U-Bahn vielerorts nicht erreicht hat.
Die wichtigsten Umsteigepunkte zum Métronetz im Bereich der Innenstadt sind Perrache, Bellecour, Hôtel de Ville und Part-Dieu. In den Außenbezirken sind zu nennen Laurent Bonnevay-Astroballe an der Linie A für den Trolleybus Richtung Vaulx-en-Velin, Cuire für den Trolleybus nach Caluire und Charpennes-Charles Hernu für das Siedlungsgebiet nördlich der Linie A. An der Linie D sind vor allem Gare Vaise und Gorge de Loup im Nordwesten sowie Grange Blanche und Gare de Vénissieux im Südosten zu nennen.

## Bauausführung

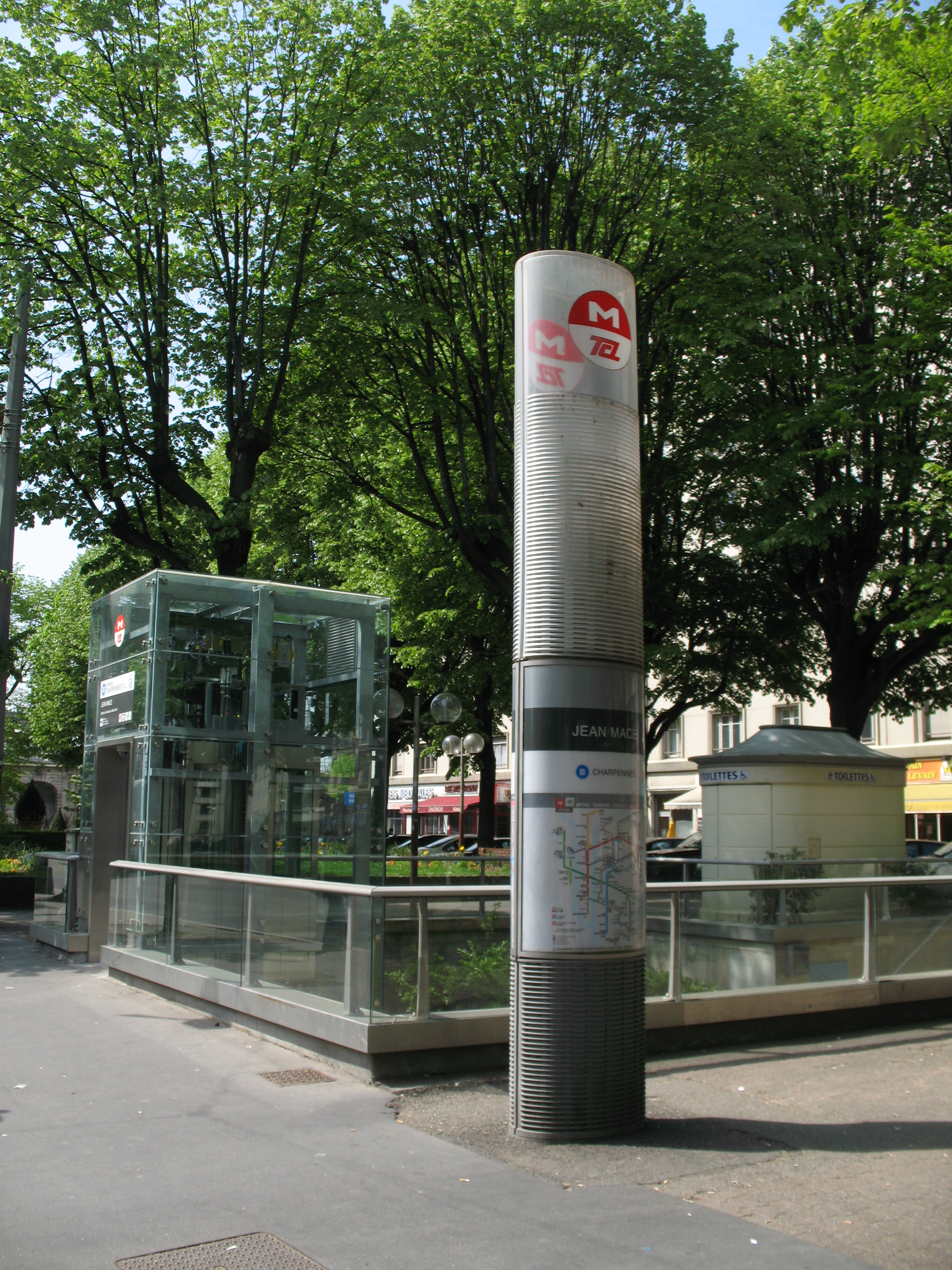
Métro-Eingang an der Station Jean Macé an der Linie B

### Tunnelbau
Das Streckennetz der Métro Lyon verläuft – abgesehen von den erwähnten Ausnahmen – in Tunneln. Einige exponierte Abschnitte nahe oder über dem Geländeniveau sind eingehaust, wie die Rhonequerung der Linie A im Tubus der Morand-Brücke und die im Grunde oberirdisch angelegte Wendeanlage hinter der Station Vaulx-en-Velin, die sich in einem langgezogenen, fensterlosen Betonbau verbirgt.

#### Unterpflasterbahn
Tunnel- und Bahnsteiganlagen befinden sich entgegen der bis dato herrschenden französischen Konventionen mehrheitlich in einfacher Tieflage (Unterpflasterbahn). Die Tunnelsohle liegt im Normalfall etwa vier bis fünf Meter unter Straßenniveau. Ausnahmen von dieser Regel sind die notwendigerweise mehrstöckigen Kreuzungsbahnhöfe zwischen den Linien sowie einzelne Stationen, die aufgrund ihres hohen Fahrgastaufkommens oder topographisch bedingt den Bau zwischenliegender Verteilerebenen erforderlich machten. Die Ausführung als Unterpflasterbahn stand seinerzeit insbesondere im Gegensatz zur damals einzigen Métro Frankreichs, der Métro Paris. Dort fährt die Bahn in der zweiten Tiefebene, während die erste Tiefebene lediglich als Verteilerebene dient.
Abgesehen von grundsätzlichen ökonomischen Überlegungen spielten dabei vor allem die geologischen Verhältnisse eine wichtige Rolle. Das Gebiet um den Zusammenfluss von Rhone und Saône liegt in einem Sedimentbecken, das seit Jahrmillionen durch Abtragungen aus den westlichen Alpen aufgefüllt wird. Abgesehen von den Hügeln aus Granitgestein im Norden und Westen steht die Stadt damit praktisch auf einer riesigen, wasserdurchlässigen Schotterbank aus lockerem Geröll, die durch die große Nähe zu den Flüssen und die flache Topografie schon in wenigen Metern Tiefe vom Grundwasser durchströmt wird. Bauwerke, die tiefer als besagte vier bis fünf Meter unter die Erde gehen, müssen daher unter hohem Kostenaufwand gegen eindringendes Wasser abgedichtet und gegen Aufschwimmen gesichert werden. Dies hätte bei großflächiger Anwendung den Kostenrahmen für die Métro gesprengt. Der Tunnelbau in großer Tiefe wie etwa in Moskau war nicht möglich, weil in Lyon unterhalb des Gerölls keine wasserdichten Gesteinsschichten vorhanden sind.
Die Tunnelanlagen wurden vorwiegend in herkömmlicher offener Bauweise erstellt. Dazu wurde eine mit Spundwänden gesicherte Baugrube ausgehoben, die Sohle soweit erforderlich gegen eindringendes Grundwasser abgedichtet, der Tunnel gebaut, und die Grube danach wieder verfüllt. An besonders stark frequentierten Straßenkreuzungen kam abweichend davon die Deckelbauweise zur Anwendung, um die Oberfläche möglichst schnell wieder für den Verkehr zur Verfügung stellen zu können.

#### Schildvortrieb

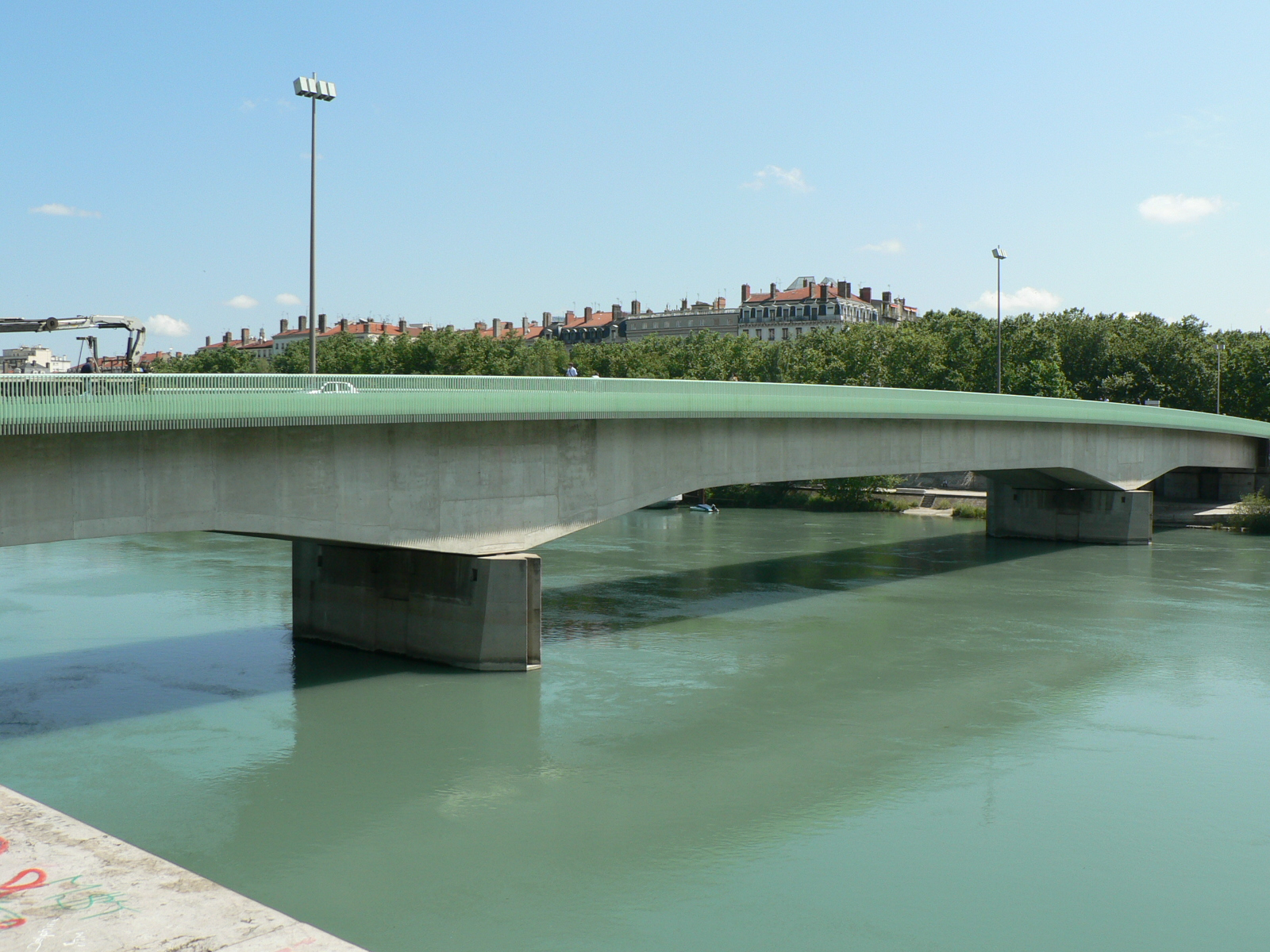
Die Morand-Brücke, in deren Tubus die Linie A die Rhone überquert

Eine wichtige Ausnahme stellen die beiden Tunnel unter den Flüssen im Verlauf der Linien B und D dar, die im Schildvortrieb aufgefahren wurden. Dabei geriet insbesondere die erste Querung der beiden Flüsse im Bereich der Innenstadt im Zuge des Baus der Linie D Mitte der 1980er Jahre zur technischen Herausforderung. Hier war der Bau eines längeren Tunnels im locker gelagerten Boden unter dem Grundwasserspiegel notwendig. Denn eine oberirdische Streckenführung über die beiden nahegelegenen Brücken ähnlich der Linie A schied an dieser Stelle von vornherein aus, weil dadurch ein wichtiger innerstädtischer Straßentunnel unter dem Quai Jules-Courmont direkt am Westufer der Rhône hätte aufgegeben werden müssen.

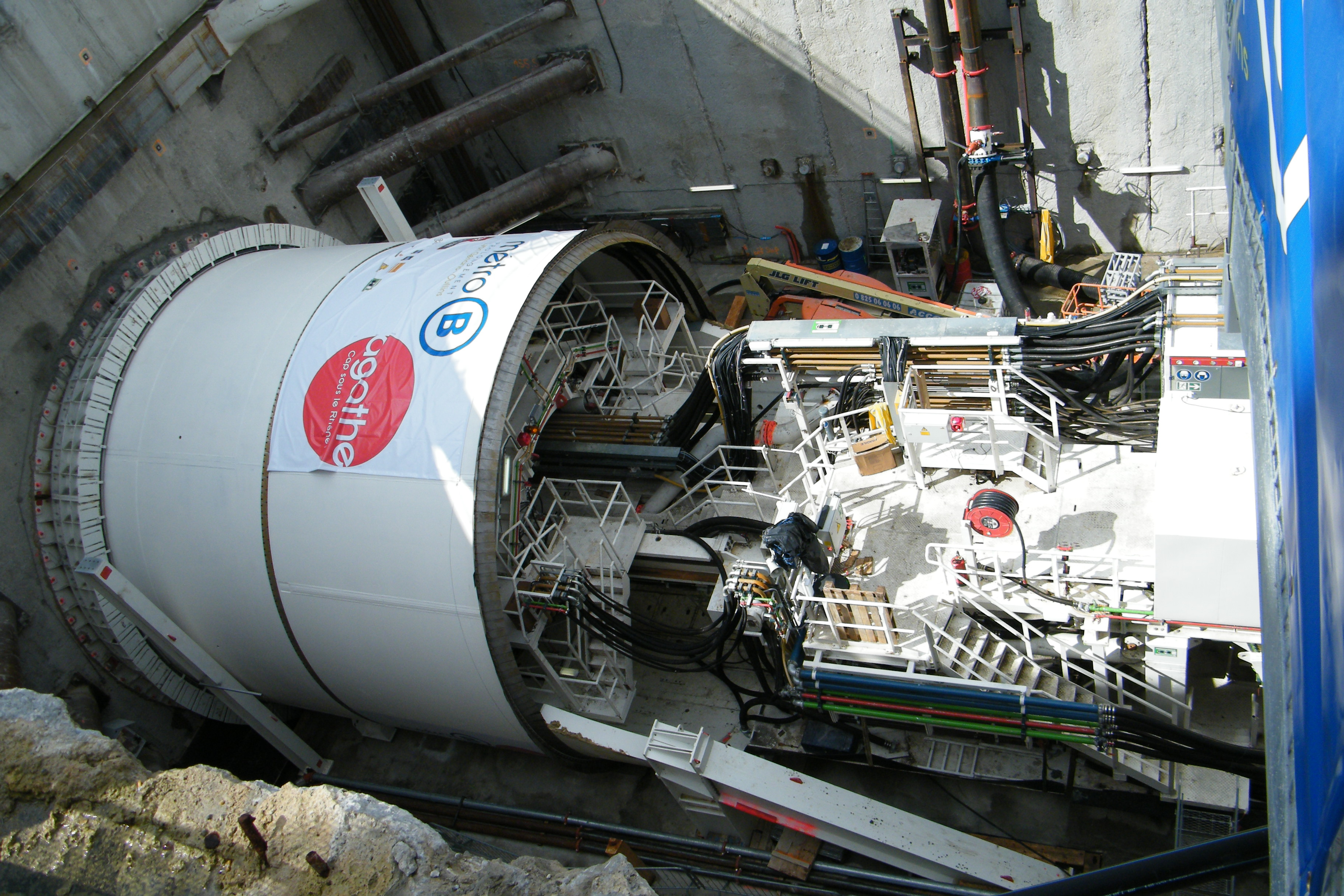
Schildvortriebsmaschine im Einfahrschacht von Gerland (2010)

Andererseits stießen die seinerzeit etablierten Tunnelbauverfahren an dieser Stelle an ihre Grenzen. Der Bau eines Absenktunnels war nicht möglich, einerseits wegen der kurvigen Linienführung, und andererseits aufgrund der komplizierten Strömungsverhältnisse, die Gebirgsflüsse naturgemäß mit sich bringen. Andererseits ließen die drei nahegelegenen Knotenbahnhöfe Vieux Lyon, Bellecour und Saxe-Gambetta keine Tunnelführung in beliebig großer Tieflage unter Grundwasser zu.
So kam eine seinerzeit vom deutschen Baukonzern Hochtief neu entwickelte Variante des klassischen Schildvortriebs zur Anwendung. Diese ermöglichte es, die beiden Flüsse in engem Abstand und mit nur wenigen Metern Überdeckung zur Flusssohle sowie unter Grundwasser zu unterfahren. Es handelte sich um einen bentonitumspülten Schild, zwischen dessen Schwanz und einer nachgelagerten, umsetzbaren Innenschalung stahlfaserbewehrter Extrudierbeton eingebracht wurde. Sowohl der Bentonit als auch der Extrudierbeton standen dabei unter Überdruck, um das Eindringen von Grundwasser sowie Setzungen an Fundamenten darüberliegender Häuser zu verhindern.
Bei der zweiten unterirdischen Flussquerung im Zuge der Linie B zwischen Gerland und Oullins kam das gleiche Verfahren erneut zur Anwendung. Im Unterschied zum ersten Tunnel mit zwei eingleisigen Röhren wurde hier aus Kostengründen nur eine zweigleisige Röhre mit entsprechend größerem Durchmesser gebohrt. Außerdem musste die Maschine anders als bei der Linie D zusätzlich in ton- und granithaltige Schichten vordringen, wozu zwei verschiedene Sätze Bohrzähne erforderlich waren (Mixschildtechnik).

#### Die Morand-Brücke
Weil das beschriebene Verfahren zum Bau von Tunnels unterhalb des Grundwasserspiegels beim Bau der ersten Rhonequerung im Zuge der Linie A noch nicht verfügbar war, musste an dieser Stelle eine andere Lösung gefunden werden. So entstand zusammen mit der besagten Métrolinie zwischen dem Place Tolozan und dem Place du Maréchal Lyautey die heutige Morand-Brücke, eine zweistöckige Brücke, die auf der oberen Ebene den Straßenverkehr und auf der unteren Ebene die U-Bahn aufnehmen sollte. Es handelt sich dabei um eine Stahlbeton-Hohlkastenbrücke mit zwei parallelen Kästen, in deren Hohlräumen je ein Gleis der Métro verläuft. Die Brücke hebt sich dabei durch ihre moderne Form sowie – bedingt durch die zweite Ebene unterhalb der Fahrbahn – durch ihr ungewöhnlich hohes Profil von den anderen Straßenbrücken in der Innenstadt ab.

### Bahnhöfe

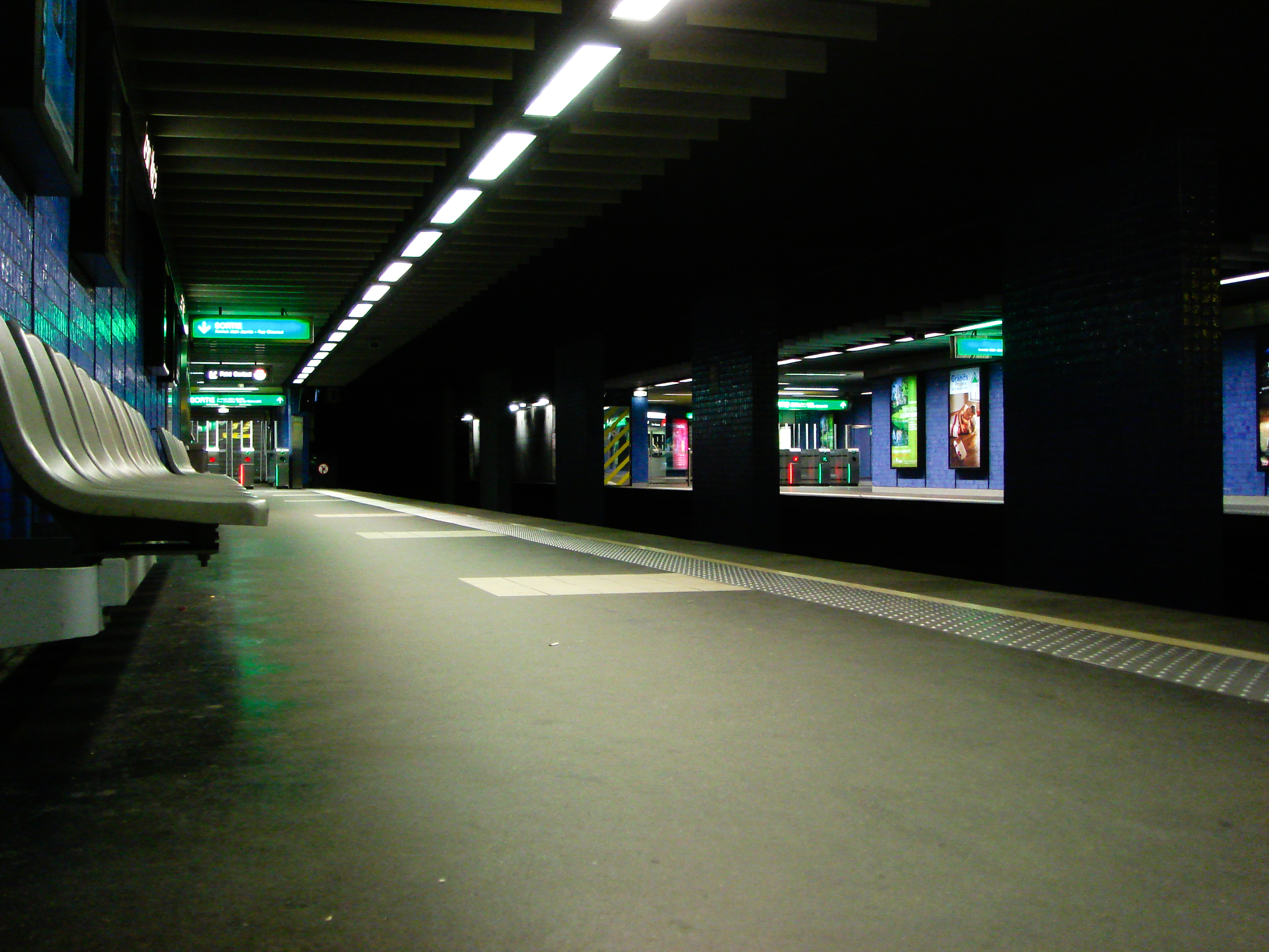
Station Jean Macé von 1981

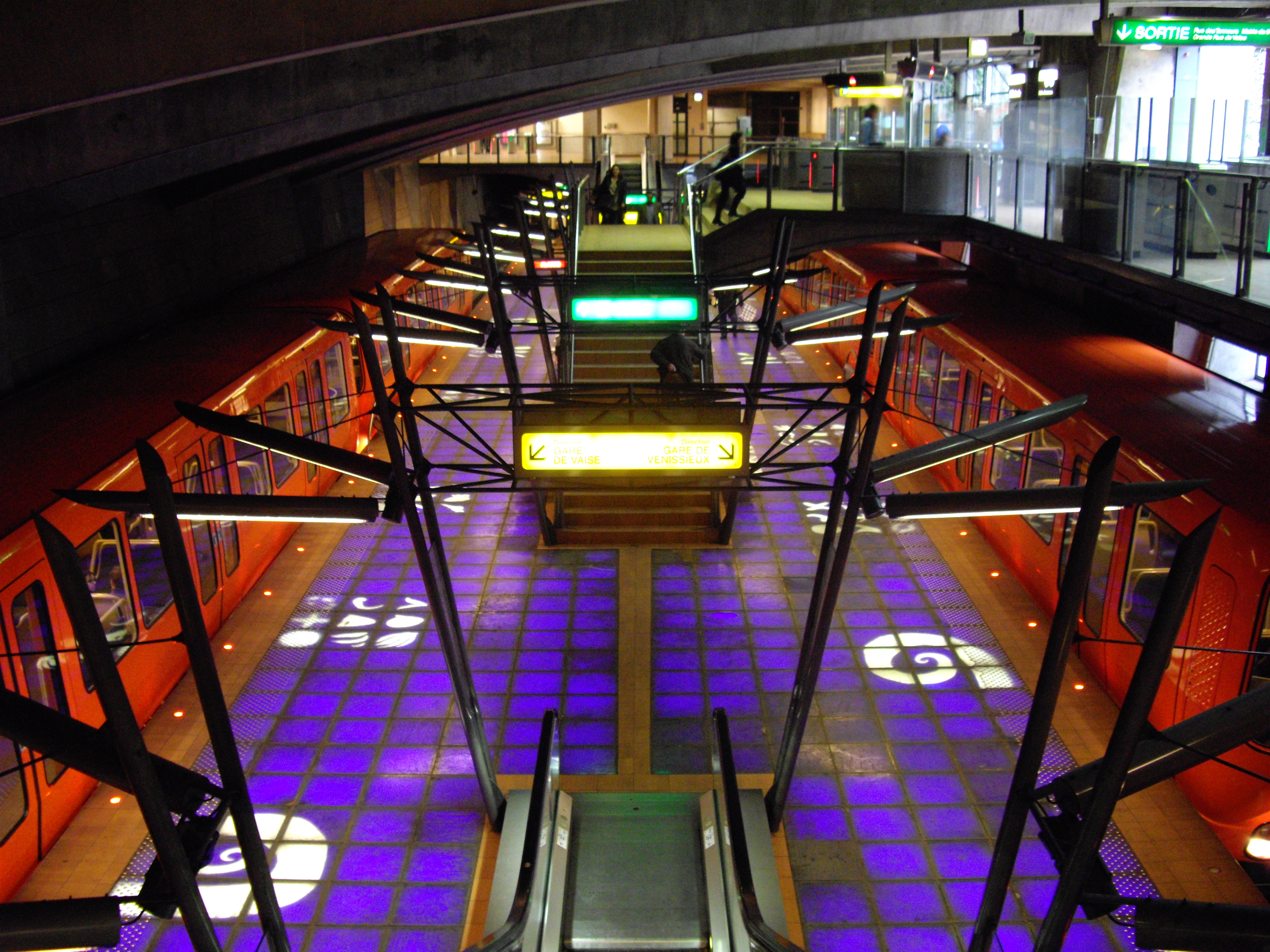
Blick auf den Bahnsteig der Station Valmy, eröffnet 1997

Die meisten Stationen verfügen über zwei einander gegenüberliegende Seitenbahnsteige an nicht verschwenkten Gleisen. Die Bahnsteige sind rund drei Meter breit und 70 Meter lang, so dass sie Vier-Wagen-Züge fassen können. Die Stationen liegen im Regelfall zwischen 600 und 750 Meter auseinander und sind baulich so vorbereitet, dass sie für Sechs-Wagen-Züge auf 110 Meter verlängert werden können. Die Stationen befinden sich wie die Tunnels meist in einfacher Tieflage direkt unterhalb der Straßenoberfläche.
Die Bahnsteige sind über Festtreppen und bis auf wenige Ausnahmen zusätzlich über Aufzüge erreichbar. Fahrtreppen sind vorwiegend Stationen in größerer Tiefe sowie den Umsteigebahnhöfen vorbehalten. Die Ausgänge befinden sich entweder an den Enden in der Flucht der Bahnsteige oder in der Mitte der Bahnsteige direkt hinter dem Wartebereich und führen direkt auf den seitlichen Bürgersteig. Somit ist von jeder Straßenseite aus üblicherweise nur ein Bahnsteig erreichbar, und zwar – infolge des Linksverkehrs – stets derjenige, der zu den Zügen in Gegenrichtung des Straßenverkehrs gehört.
Bei der architektonischen Ausgestaltung der Stationen können zwei Epochen unterschieden werden. Die erste erstreckt sich über die Zeitspanne zwischen der Métro-Eröffnung 1978 bis etwa 1985, die zweite betrifft alle später in Betrieb genommenen Bahnhofsbauten, wie sie sich vor allem entlang der Linie D finden.
Die Stationen aus der ersten Epoche sind kompakt, schlicht, zeitgenössisch funktional und relativ dunkel gestaltet. Sie weisen durchgehend verhältnismäßig niedrige Geschosshöhen auf. Die Decken sind schwarz gestrichen. Oberhalb der Bahnsteige sind quer zur Fahrtrichtung weiße Lamellen abgehängt, der Gleisbereich dagegen betont dunkel gehalten. Die Wände sind mit Fliesen oder Tafeln in zeitgenössischen, gedeckten Farbtönen verkleidet. Der Bahnsteig ist lediglich fein asphaltiert; Sicherheitsstreifen und die Türpositionen sind durch ein Blindenleitsystem aus Pflaster markiert. Die Deckenbeleuchtung hebt durch ihre Anordnung die Bahnsteigkante hervor; entlang der Längswände sind einheitlich geformte Einzelsitze aus Hartplastik angebracht.
Bei den Stationen aus der zweiten Epoche dagegen wurde neben der funktionalen Gestaltung der Ästhetik hohe Bedeutung beigemessen. Die Bahnhöfe sind wesentlich individueller gestaltet und sollten im Gegensatz zu den bisherigen Bauten die Eigenheiten der jeweiligen Stadtviertel widerspiegeln. Sie besitzen häufig deutlich größere Raumhöhen und verfügen relativ oft über Zwischenebenen. Im Innern herrschen Erdfarben sowie zeitgenössisch helle Braun- und Grautöne vor. Die Bahnsteige sind nicht asphaltiert, sondern gefliest. Einige Stationen besitzen seitliche Fenster oder Oberlichte, so dass Tageslicht eindringen kann. An einigen Stellen wurde mit Beleuchtung experimentiert, wie etwa leuchtendem Bahnsteigboden oder kunstvollen Deckenlampen. Die Bahnhöfe sind durch Empfangspavillons oder offene Eingänge im Gelände in ihr städtebauliches Umfeld integriert.
Einige Bahnhöfe sind mit Kunstwerken ausgestattet:
- Bellecour: Le Soleil, Ivan Avoscan;
- Hotel de Ville - Louis Pradel: La Danse, Josef Ciesla ; Les Robots, Alain Dettinger ;
- Charpennes - Charles Hernu: Le Signal, Alain Lovato;
- Gratte-ciel: Les Binettes, Armand Avril;
- Part-Dieu: Mosaïque, Jean Piton;
- Place Guichard: Vitraux, René-Maria Burlet;
- Saxe - Gambetta: Sculpture en acier, Jacques Bouget;
- Place Jean Jaurès: Rive de la planète, Rive de l’écrit, Patrick Raynaud;
- Debourg: La forêt souterraine, Bruno Yvonnet;
- Stade de Gerland: Le Roc-aux-Sorciers, Jean-Luc Moulène;
- Hénon: Panneaux de mosaïque et fragments de fresques gallo-romaines, Claude Cognet;
- Gare de Vaise: Complément d’image, Victor Bosch;
- Valmy: Installation, Jean-Philippe Aubanel;
- Vieux Lyon - Cathédrale Saint-Jean: In Aeternum Renatus, Geormillet;
- Grange Blanche: Lyonéon, Nicolas Schöffer;
- Parilly: Ciel polychrome, Patrice Giorda.

## Betriebstechnik

### Betriebszentrale
Die Steuerung und Überwachung aller vier Métrolinien erfolgt unabhängig von der Betriebstechnik in der Betriebszentrale (poste de commandes centralisées, PCC). Diese befindet sich neben dem U-Bahnhof Part-Dieu der Linie B unterhalb der dortigen Einkaufspassage. Von dort aus wird der Fahrbetrieb von einem Streckenrechner aus zentral gesteuert (Zuglenkung). Dazu arbeitet er den digital hinterlegten Fahrplan ab, indem er die Streckenabschnitte überwacht und über angeschlossene Streckenstellwerke entlang der Métrolinien die Fahrstraßen einstellt, die Züge entlang der Strecke ortet und den Ist-Zustand mit hinterlegten Sollwerten vergleicht. Die zugehörigen Informationen werden der Fahrdienstleitung auf Bildschirmarbeitsplätzen dargestellt, von wo aus im Störungsfall eingegriffen werden kann (Automatic Train Supervision, ATS).
Darüber hinaus werden von der Betriebszentrale aus sämtliche technischen Einrichtungen der Métro wie Zutrittsysteme, Aufzüge und Rolltreppen, Energieversorgung sowie die dynamische Fahrgastinformation gesteuert und überwacht. Die Fernsehbilder der Überwachungskameras und die Leitungen der Notruf- und Alarmeinrichtungen in den U-Bahnhöfen laufen dort zusammen. Ein Teil dieser Daten wird darüber hinaus im World Wide Web bereitgestellt, so dass der Fahrgast Informationen zu Betriebsstörungen und den Zustand von Aufzügen und Fahrtreppen in Echtzeit über das Internet abrufen kann. Auf gleiche Weise wird der Fahrplan sowohl streckenbezogen als auch für individuelle Fahrtwünsche über eine Datenbank zur Verfügung gestellt.
Die Erstausrüstung des PCC stammte von Alsthom. Sie ist seitdem mit zunehmendem technischen Fortschritt mehrfach verändert worden. Die derzeit (2013) eingesetzten Systeme stammen mehrheitlich von GTIE Transport, einer Tochtergesellschaft des französischen Vinci-Konzerns.
Während alle vier Métrolinien gleichermaßen über die Betriebszentrale gesteuert werden, kommen von Linie zu Linie mehrere verschiedene Arten von Zugbeeinflussung und Automatisierung zum Einsatz. Entsprechend unterscheiden sich die eingesetzten technischen Komponenten.

### Rechnergestützter Betrieb auf den Linien A und B
Der rechnergestützte Betrieb (pilotage automatique, PA) auf den Linien A und B ist als punktförmige Zugbeeinflussung (PZB) mit halbautomatischer Zugführung und selbsttätiger Halterkennung ausgeführt (Automatic Train Operation, ATO, Abstufung STO). Dabei werden nicht nur Zuglenkung und Zugsicherung durch den Zentralrechner vorgenommen, sondern auch die Fahrzeuge automatisch beschleunigt und gebremst. Die Züge fahren aber nicht völlig selbsttätig, sondern werden immer noch vom Zugführer abgefertigt und überwacht.
Die Zugführung geschieht über digitale Fahrbefehle in Form von Sollgeschwindigkeiten, die vom Streckenrechner aus kontinuierlich an die Fahrzeuge gesendet werden. Dazu ist die Strecke in Blöcke unterteilt, die zur Signalübertragung mit Kabellinienleitern versehen sind. Diese bauen zwischen den Schienen entlang des Fahrweges ein elektromagnetisches Feld auf, das über Empfangsantennen am Triebfahrzeug abgetastet und ausgewertet wird. Verschiedene Geschwindigkeiten werden dabei über unterschiedliche Frequenzen dargestellt. Einen Halt, etwa an einem Bahnhof, zeigt das System über mehrere kurze Abschnitte mit abnehmenden Geschwindigkeitsstufen an. Die Ortung der Züge erfolgt auf gleichem Wege über einen Rückkanal.
Um die Übertragung der Fahrbefehle und die Ortung zu ermöglichen, muss der Zugführer beim Ausrücken aus dem Depot die Linien- und Kursnummer am Fahrzeug korrekt einstellen. Die Zugnummer besteht aus dem Linienkennbuchstaben gefolgt von einer zweistelligen Zahl und lässt sich außen am Fahrzeug auf einer Anzeige an der Oberkante der Frontscheibe ablesen.
Die PA kennt insgesamt fünf Betriebsmodi. Neben dem normalen, rechnergestützten Automatikmodus sind dies drei verschiedene Hilfsmodi für verschiedene Arten von Störungen sowie ein weiterer rechnergestützter, manueller Modus (Handfahrbetrieb), der zur Schulung des Fahrpersonals verwendet wird und regelmäßig zu absolvieren ist.
Trotz des rechnergestützten Betriebs sind entlang der Linien A und B zusätzlich konventionelle, selbsttätig arbeitende Blocksignale installiert, die nicht an die Betriebszentrale angeschlossen sind. Damit besteht die Möglichkeit, im Falle einer Störung gänzlich ohne Hilfe des Streckenrechners zu fahren. Für den Handfahrbetrieb sind außerdem noch weitere Lichtsignale installiert, die Fahrbefehle optisch mittels Leuchtbuchstaben an die Zugführer übermitteln.

### Zugbeeinflussung auf der Linie C
Die Zugsicherung auf der Linie C ist wie bei den Linien A und B als automatische, punktförmige Zugbeeinflussung ausgeführt. Dabei kommen hier blockweise durchgehende Leiterschleifen zum Einsatz, die zwischen den Schienen verlegt sind und in denen das Geschwindigkeitsprofil des jeweiligen Blocks hinterlegt ist. Ergänzt wird dieses System wiederum durch Blocksignale, die blockweise Zugortung über einen Rückkanal mittels Zugnummer sowie Lichtsignale zur Übermittlung von Fahrbefehlen.
Allerdings gibt es im Vergleich zu den anderen beiden Linien wesentliche Unterschiede. So kommt auf der Linie C mit dem Siemens PA 135 ein anderes technisches System zum Einsatz, und vor allem werden die Züge dabei ausschließlich von Hand und ohne automatische Fahr- und Bremssteuerung gefahren. Eine Automatisierung der Linie C ist wegen des Zahnstangenabschnitts und der damit verbundenen fahrzeugtechnischen Besonderheiten nicht möglich.

### Vollautomatischer Betrieb auf der Linie D
Der vollautomatische Betrieb (pilotage automatique intégral, PAI) auf der Linie D ist als Linienzugbeeinflussung mit vollautomatischer und unbemannter Zugführung (Automatic Train Operation, ATO, Abstufung UTO) ausgeführt. Hier geschehen Zuglenkung, Zugsicherung und der gesamte reguläre Zugbetrieb einschließlich der Aus- und Einrückfahrten vom und zum Betriebshof vollautomatisch. Das zugehörige technische System heißt Siemens Trainguard MT CBTC und wurde im Zuge der Eröffnung der Linie D im Jahre 1992 hier weltweit zum ersten Mal erfolgreich eingesetzt.
Die Zugsicherung unterscheidet sich dabei grundlegend von den anderen drei Linien. So ist die Strecke nicht in Blöcke unterteilt, sondern die Züge fahren im wandernden Raumabstand auf elektronische Sicht. Die Fahrzeuge ermitteln dazu ihren Standort selbsttätig und melden ihn über die Streckenausrüstung quasi-kontinuierlich an den nachfolgenden Zug. Dieser wiederum berechnet unter Berücksichtigung seines eigenen Standortes und Bremsweges den Punkt, ab welchem er seine Geschwindigkeit herabsetzen muss. Zur Berechnung dieses Bremspunktes verfügt jeder Zug über zwei redundante Mikroprozessoren. Diese müssen bei der Berechnung stets zum gleichen Ergebnis kommen (Zwei-aus-zwei-System), andernfalls hält der Zug sofort an.
Darüber hinaus sind für den unbemannten Betrieb im Vergleich zu den anderen drei Métrolinien sowohl strecken- wie fahrzeugseitig weitere sicherheitstechnische Komponenten erforderlich, die die Aufgaben des Zugführers übernehmen. So sind die Stationen mit einem waagerechten Lichtschrankenteppich unterhalb der Bahnsteigkante ausgerüstet, der Gegenstände und Personen erkennt, die in den Gleisbereich geraten sind. Ergänzt wird dieses System durch Überwachungskameras an den Stationen, deren Bilder in die Leitstelle übertragen werden, sowie alarmgesicherte Abschlusstüren an den Bahnsteigenden, die das unbefugte Betreten des Tunnels verhindern sollen. Zu den fahrzeugseitigen Sicherheitseinrichtungen zählen zum Beispiel Bahnräumer, Einklemmsicherung an den Türen sowie Systeme zur Zugvollständigkeitskontrolle.
Das beschriebene System, das historisch unter der Bezeichnung MAGGALY bekannt ist, Métro automatique à grand gabarit de l’agglomération lyonnaise (deutsch: automatische U-Bahn breiten Profils im Großraum Lyon) unterscheidet sich dabei in wesentlichen Gesichtspunkten von den ebenfalls aus Frankreich bekannten VAL-Métros. So gibt es bei der MAGGALY keine Bahnsteigtüren, die verhindern würden, dass Personen oder Gegenstände in den Gleisbereich geraten. Stattdessen kommen die genannten, an sich recht komplexen Systeme zur Gleisraumüberwachung zum Einsatz. Die Zugbeeinflussung erfolgt anders als bei der VAL nicht durch Fahrbefehle, die kontinuierlich von einem Zentralrechner übermittelt werden, sondern durch die Züge selbst. Der Zentralrechner dient bei der MAGGALY im Wesentlichen nur zur fahrplantechnischen Zuglenkung und zur Überwachung des Systems an sich.

## Rollmaterial
Bei der Métro Lyon sind derzeit (2025) vier verschiedene Fahrzeugtypen im Einsatz. Sie werden je nach Antriebstechnik unterschiedlich bezeichnet als MPL 75, MCL 80, MPL 85 und MPL 16. Dabei steht M für Métro, P für Pneus (französisch pneu „Reifen“), C für Crémaillère (französisch crémaillère „Zahnstange“) und L für Lyon. Die folgenden beiden Ziffern geben das Baujahr des zugehörigen Prototyps an.
Die Fahrzeugaufbauten stammen allesamt von Alstom. Sie wurden von einem einzigen Entwurf abgeleitet und sind einander daher sehr ähnlich. Die Wagenkästen haben stets eine Länge von gut 17 Metern und sind aus einer selbsttragenden Aluminiumkonstruktion aufgebaut. Sie besitzen drei doppelte Schwenkschiebetüren je Seite, auffallend große Frontscheiben sowie große, tiefe Seitenscheiben mit abgerundeten Ecken. Die Endstücke des Wagenkastens mit den Stirnwänden bestehen aus Glasfaser-Verbundstoff. Die Fahrzeuge sind mit ihren 2,89 Metern wesentlich breiter und damit geräumiger als in allen anderen französischen Métros und waren seinerzeit sehr modern gestaltet.

### MPL 75

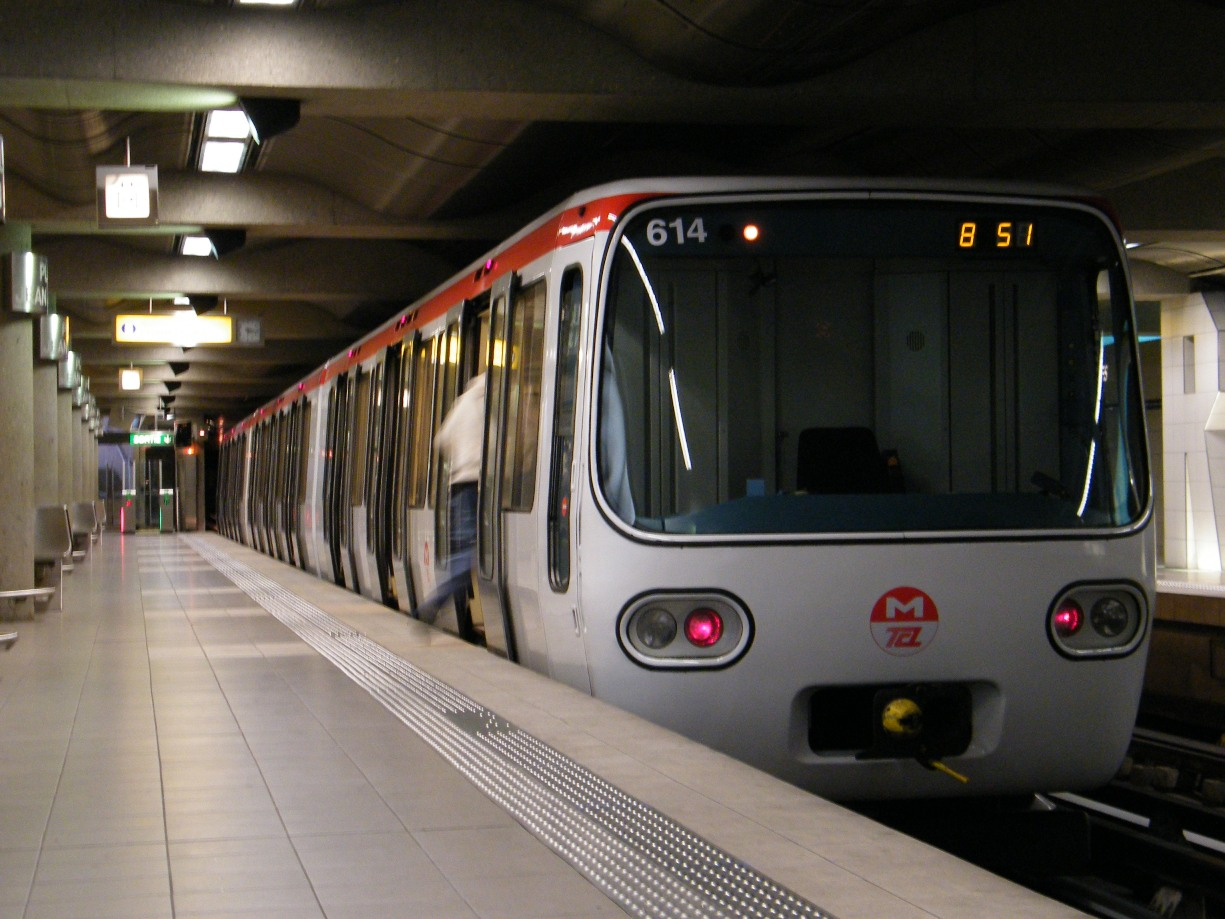
Eine Garnitur des Zugtyps MPL 75 in weißer Farbgebung

Auf den Linien A und B kommt der Fahrzeugtyp MPL 75 zum Einsatz. Er wurde zwischen 1978 und 1981 in zwei Lieferungen zu insgesamt 32 Einheiten beschafft und ist serienmäßig für rechnergestützten Betrieb ausgelegt.
Der MPL 75 besteht standardmäßig aus drei Wagen, namentlich zwei Triebwagen mit je einem Führerstand am äußeren Ende sowie einem, theoretisch mehreren, nicht motorisierten Mittelwagen. Die Fahrzeuge sind untereinander kurzgekuppelt; an den äußeren Enden des Zuges befinden sich Scharfenbergkupplungen. Die Züge erlauben keine Mehrfachtraktion. Die Stundenleistung beträgt 868 kW, die bauartbedingte Höchstgeschwindigkeit 90 km/h.
Als Métro sur pneumatiques fährt der MPL 75 auf Gummireifen. Zur seitlichen Führung des Zuges dienen horizontal angeordnete Räder, die sich an den Stromschienen abstützen. Innenliegende Stahlhilfsräder dienen zur Seitenführung bei Weichen und übernehmen bei Reifenschäden eine Notlauffunktion. Die Stromabnehmer befinden sich in der Mitte der angetriebenen Drehgestelle und bestreichen die Stromschiene von der Innenseite aus. Weitere technische Merkmale des Zuges sind luftgefederte Drehgestelle, Thyristorsteuerung und Rekuperationsbremse sowie hydraulisch betätigte Backenbremsen an den Hilfsrädern.

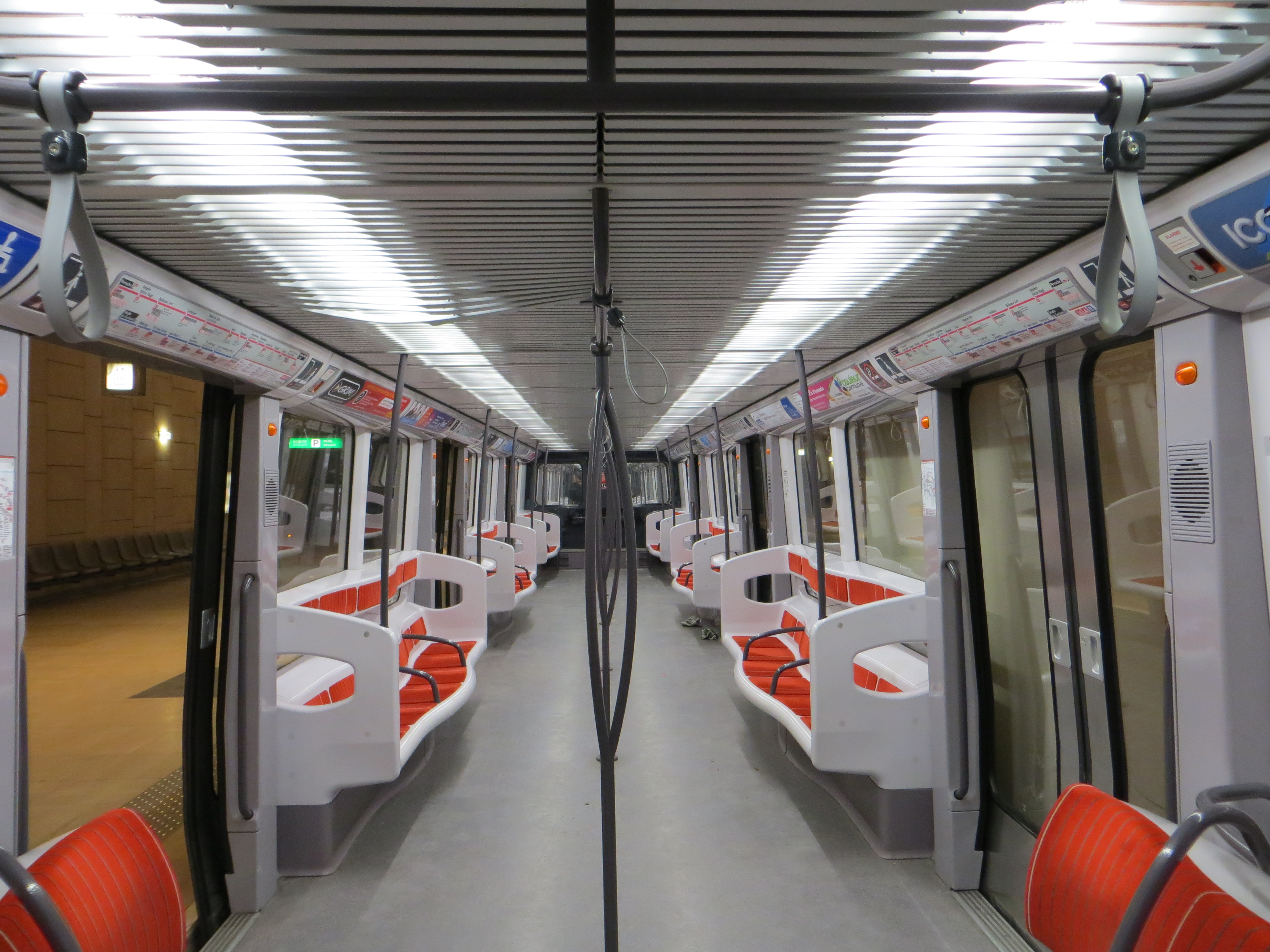
Fahrgastraum des MPL 75 nach der Modernisierung

Die ursprüngliche Farbgebung der Züge war ein zeitgenössisches, grelles orangerot namens corail (französisch corail „korallenrot“). Ihre heutige (2013) Farbgebung mit weißem Wagenkasten und hellgrauen Türen erhielten die Züge zwischen 1997 und 2002. Darüber hinaus wurden zwischen 2011 und 2013 die ursprünglichen Quersitze im Innenraum durch Längssitze ersetzt, so dass gegenüber der ursprünglichen Möblierung etwas weniger Sitz- und dafür wesentlich mehr Stehplätze zur Verfügung stehen.

### MCL 80

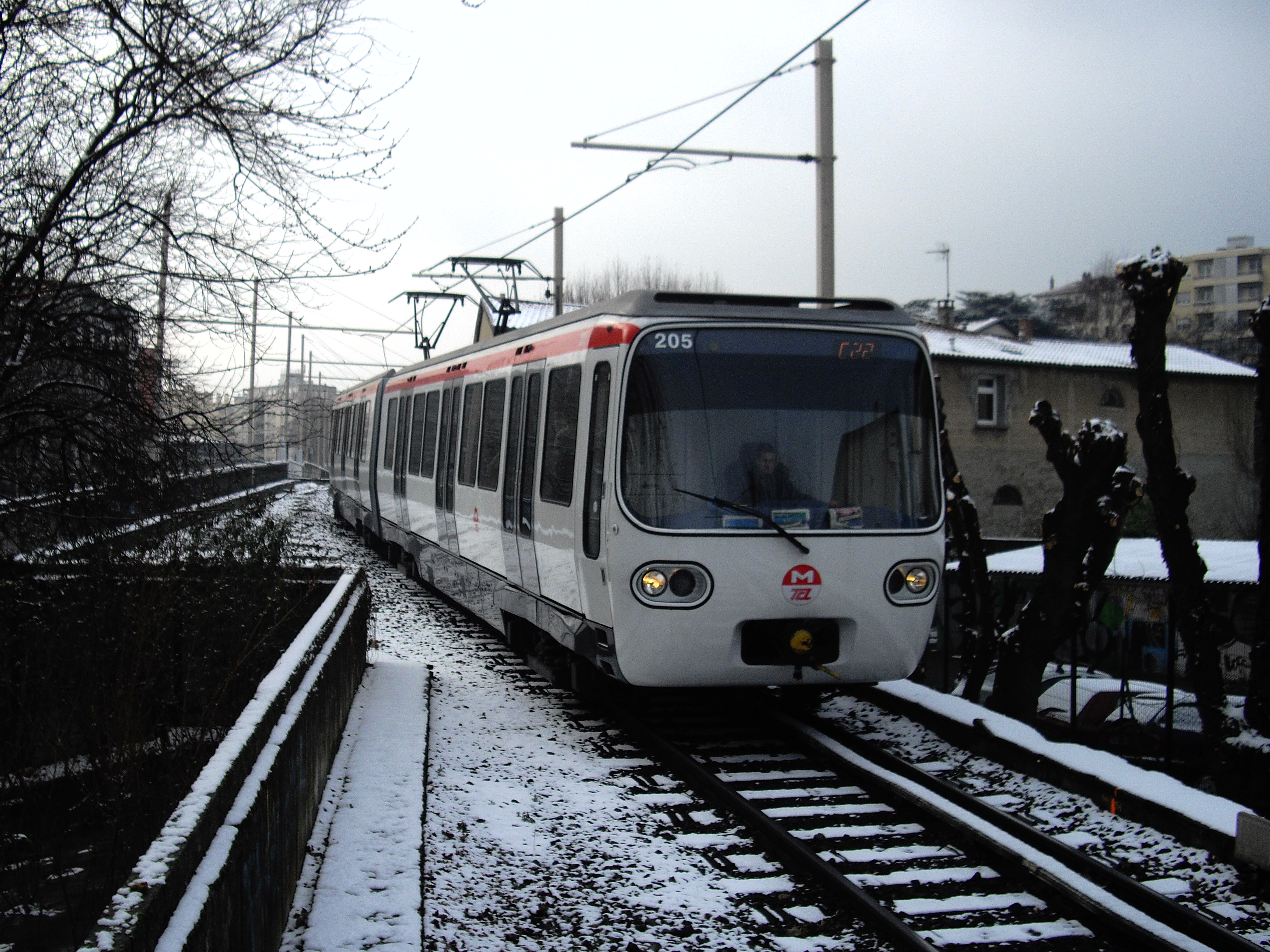
Ein MCL 80 fährt in die Endhaltestelle Cuire ein

Auf der Linie C kommt der Typ MCL 80 zum Einsatz. Er ähnelt dem MPL 75 am meisten, denn die Wagenkästen sind im Prinzip baugleich, mit Ausnahme des Stromabnehmers und der Bremswiderstände auf dem Dach. Allerdings existiert der MCL 80 nur als Doppeltriebwagen ohne weitere Anhänger, weil auf der Linie C nur Zwei-Wagen-Züge zu bilden sind. Die insgesamt fünf Züge wurden Ende 1984 ausgeliefert und waren wie der MPL 75 ursprünglich orangerot lackiert. Ihre heutige, weiße Farbgebung erhielten sie zwischen 2005 und 2008.
Im Gegensatz zum Wagenkasten unterscheidet sich die Antriebstechnik des MCL 80 grundlegend vom MPL 75. Die Fahrzeuge besitzen entsprechend der Streckenführung auf der Linie C einen gemischten Antrieb, der sowohl für den Betrieb als konventionelle Reibungs- als auch als Zahnradbahn ausgelegt ist. Hersteller ist das Schweizer Unternehmen SLM Winterthur.
Die Fahrzeuge rollen auf Eisenbahnrädern. Der Antrieb erfolgt in jedem Drehgestell durch einen Gleichstrommotor über ein Wechselgetriebe auf die jeweils talseitige Achse des Drehgestells, auf der je ein Antriebszahnrad sitzt. Die Achsformel lautet somit von der Talseite aus gesehen A1'A1'+A1'A1'. Die bauartbedingte Höchstgeschwindigkeit beträgt je nach Betriebsmodus 35 oder 80 km/h.
Entsprechend seiner Antriebstechnik verfügt der MCL 80 über mehrere voneinander unabhängige Bremssysteme. Als Betriebsbremse dient zunächst eine generatorische Widerstandsbremse, die die Rückspeisung der Bremsenergie in die Oberleitung ermöglicht. Für den Betrieb als Adhäsionsbahn wirken außerdem hydraulisch betätigte Backenbremsen auf die Laufflächen der Räder. Für den Betrieb als Zahnradbahn sind dagegen zwei hydraulische Federspeicherbremsen eingebaut; die eine ist als Getriebebremse mit Bremstrommeln auf den Antriebsachsen ausgeführt, und die andere als Klinkenbremse zur Rücklaufsicherung bei Bergfahrt.
Die komplizierte Technik des MCL 80 zog einen sehr hohen Anschaffungspreis nach sich. Ein Doppeltriebwagen kostete 1984 etwa 42 Millionen FF (2013: 11,8 Mio. Euro) und damit knapp das 2½-fache eines kompletten Zuges vom Typ MPL 75.

### MPL 85

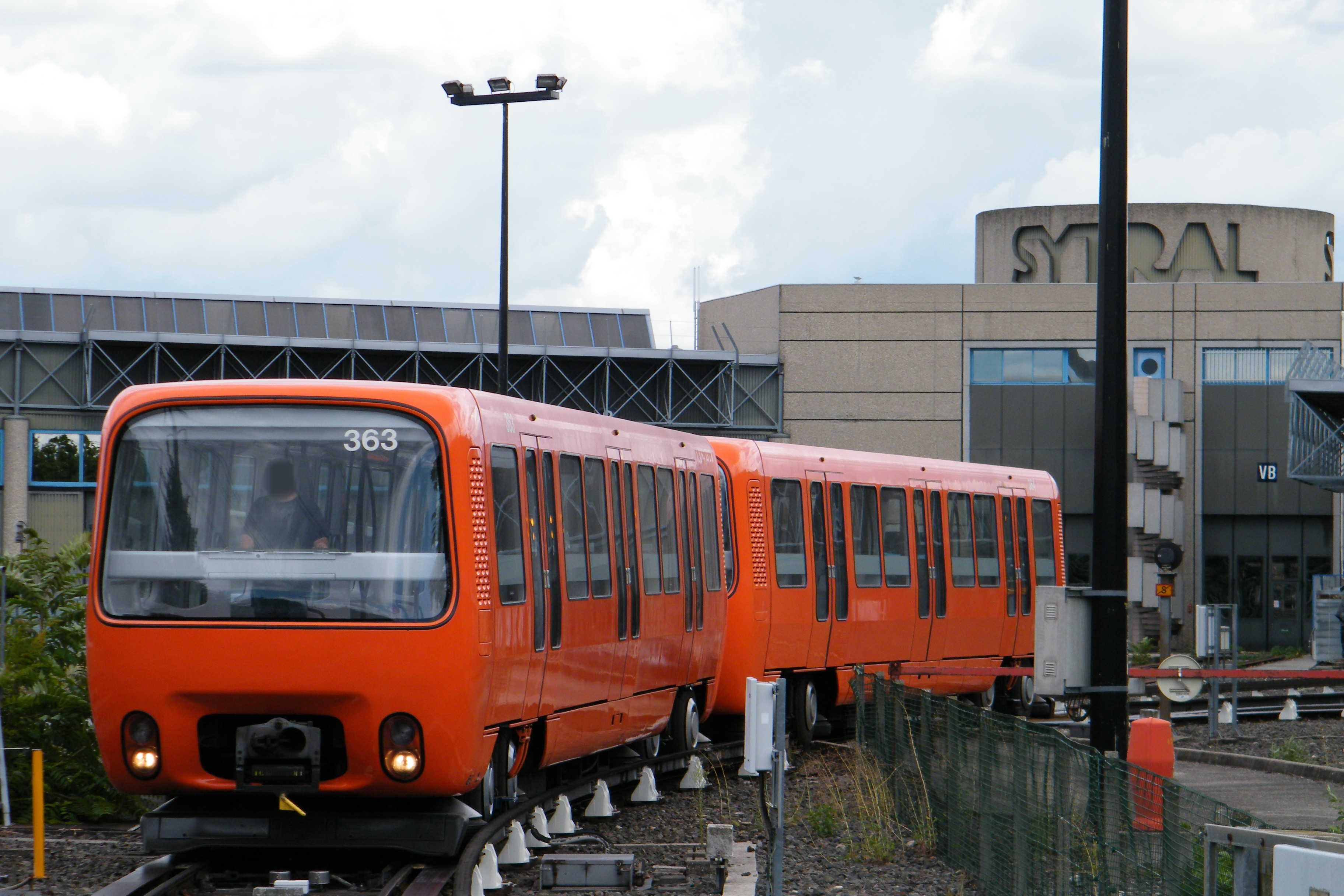
Eine Garnitur des Zugtyps MPL 85, noch in der ursprünglichen, orangeroten Farbgebung

Auf der Linie D kommt der Typ MPL 85 zum Einsatz. Von dieser Baureihe wurden in den Jahren 1985 bis 1991 zusammen mit dem Prototyp 72 Wagen beschafft, die zu insgesamt 36 Doppeltriebwagen gekuppelt sind. Wiederum dabei kam der gleiche Wagenkasten wie beim MPL 75 zum Einsatz, diesmal mit leicht veränderten Stirnseiten. Die Drehgestelle sind im Prinzip baugleich, haben aber andere Fahrmotoren und eine andere Achsformel. Dabei fallen die Dauerleistung mit 512 kW und die bauartbedingte Höchstgeschwindigkeit mit 75 km/h geringer aus als beim MPL 75. Dafür wurden einige technische Detailverbesserungen vorgenommen, etwa Scheiben- anstelle der Backenbremsen eingebaut.
Der MPL 85 wurde von Anfang an für den unbemannten Betrieb ausgelegt. So erstreckt sich der Fahrgastraum über die volle Länge des Wagens, und anstelle der Fahrerkabinen ist eine zusätzliche Sitzreihe montiert. Allerdings verfügen die Züge über einen Behelfsführerstand für den Handbetrieb, der sich in einer verdeckten Konsole befindet, die mittig auf einem Querbügel direkt an der Frontscheibe angebracht ist.
Wie der MPL 75 wurde der MPL 85 zur Erhöhung der Beförderungskapazität von Quer- auf Längssitze umgerüstet. Dies geschah in den Jahren 2008 bis 2010. Allerdings wurden die Wagenkästen bislang nicht umlackiert, sondern behielten ihre ursprüngliche, orangerote Farbe.

### MPL 16

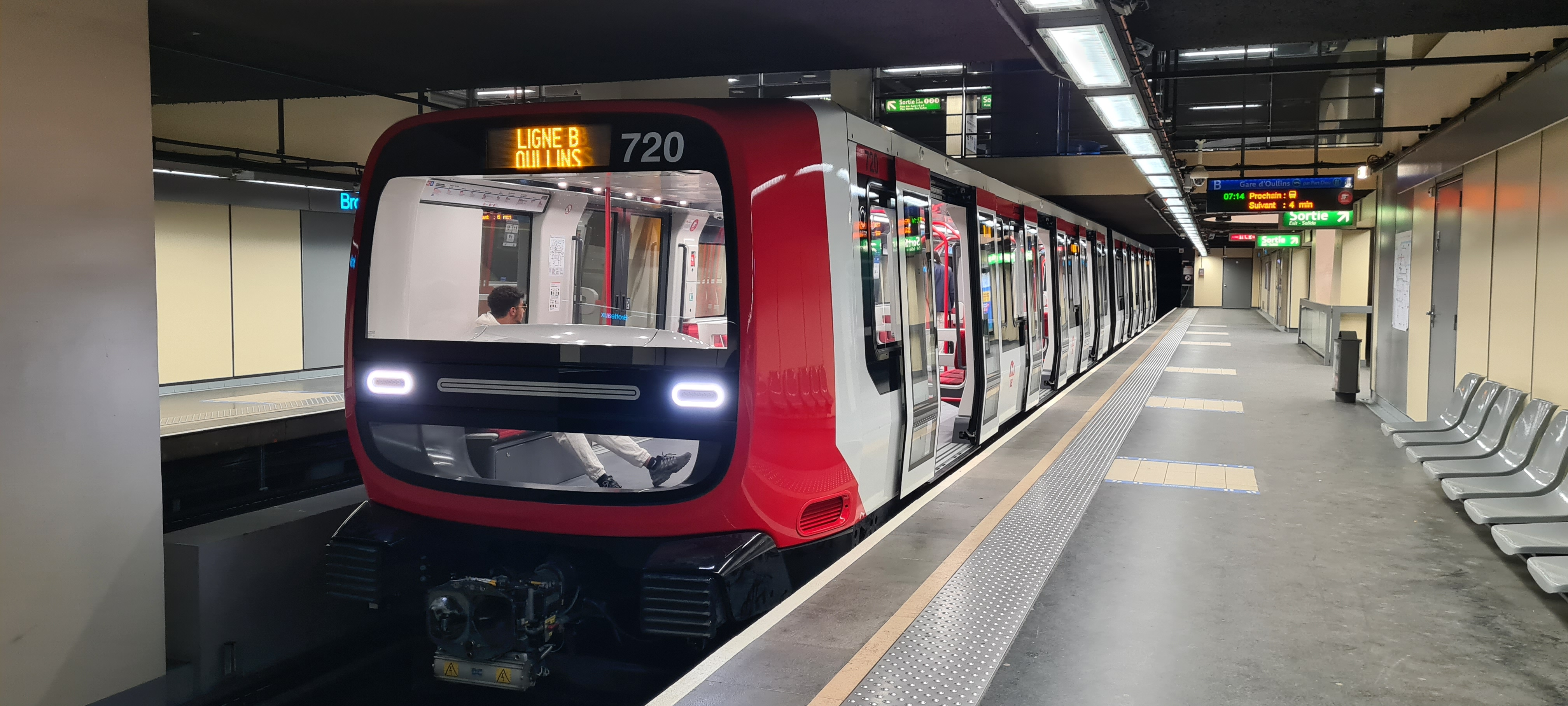
MPL 16 im Einsatz

Im Rahmen des Programms „Avenir Métro 2020“ soll die Kapazität der Linien A, B und D erhöht werden, um den in den kommenden Jahren zu erwartenden Anstieg der Fahrgastzahlen auffangen zu können. Dies wird erreicht, indem die Linie B automatisiert wird und neue Züge erhält. Einige der ersetzten MPL 75 können darauf zur Linie A verlegt werden. Deshalb wurde im Herbst 2016 bei Alstom eine feste Bestellung über 30 zweiteilige Metrozüge aufgegeben. Es besteht eine Option über die Lieferung von 18 weiteren Zügen für die Linie D.
Von 2019 bis 2022 wurden 22 Doppeltriebwagen ausgeliefert, um die MPL-75-Züge abzulösen und die Linie B zu automatisieren. Acht weitere Doppeltriebwagen werden im Jahr 2023 ausgeliefert und sind für die Verlängerung der Linie B nach Süden vorgesehen.
Die Züge sind 36,1 Meter lang, 2,89 Meter breit und 3,45 Meter hoch. Sie verfügen über 64 Sitzplätze und können insgesamt bis zu 325 Fahrgäste transportieren. Sechs Doppelschwenkschiebetüren pro Zug und Seite ermöglichen einen schnellen Fahrgastwechsel. Alstom gibt an, dass 96 % der Bauteile recycelt werden können. Durch Verbesserung der Nutzbremsen und den Einsatz von LED-Leuchten soll der Energieverbrauch im Vergleich zu den jetzt eingesetzten Fahrzeugen um 25 % gesenkt werden.

### MPL 25
Für die Linie D liefert Alstom 26 Zweiwagenzüge des Typs MPL 25. Sie sind eine geringfügige Weiterentwicklung der MPL 16 für die Linie B und mit ihnen uneingeschränkt kuppelbar. Es können Doppeltraktionen mit vier Wagen gebildet werden. Der Vertrag umfasst auch die Erneuerung der Leit- und Sicherungstechnik.

## Geschichte

### Frühe Planungen
Die ersten Überlegungen zum Bau einer Untergrundbahn in Lyon kamen bereits um die Jahrhundertwende auf, also in jener Zeit, als in den Großstädten der westlichen Welt mit dem Bau solcher Bahnen begonnen wurde. Auf diese Weise tauchten zwischen 1900 und dem Ende des Zweiten Weltkriegs jeweils im Abstand von etwa zehn Jahren mehrere verschiedene Vorschläge für unterirdische Bahnstrecken im Stadtgebiet auf. Diese wurden allesamt nicht weiter verfolgt und gerieten wieder in Vergessenheit.

### Stillstand nach dem Zweiten Weltkrieg

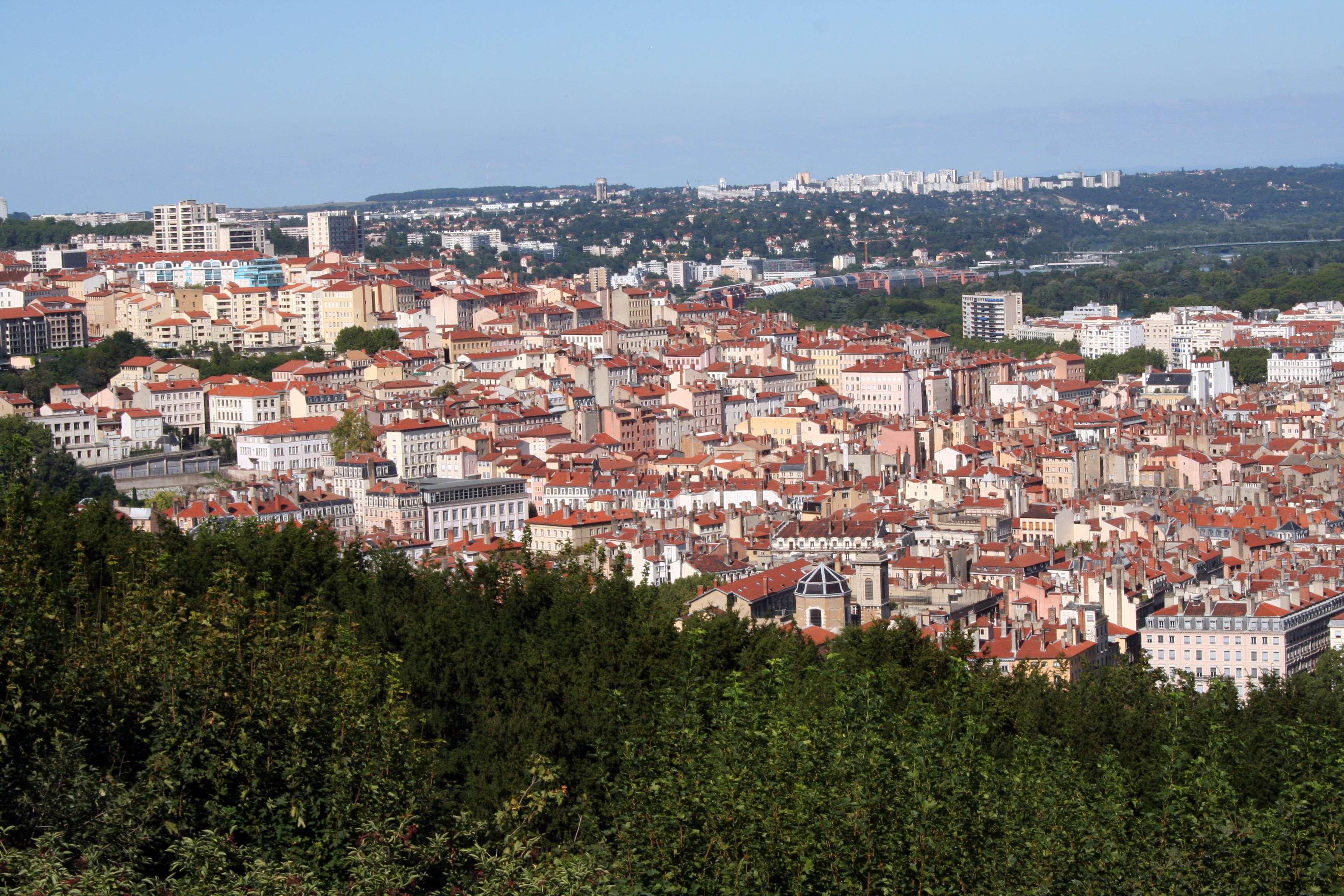
Der Raum Lyon ist gekennzeichnet durch hohe Bebauungsdichte, schwierige Topografie und weitab gelegene Neubaugebiete (Blick von Fourvière über die Flüsse hinweg nach Croix-Rousse und Rillieux-la-Pape)

In den Nachkriegsjahren waren beim Thema Métro keine großen Fortschritte zu verzeichnen. Zwar war der bis dato privatwirtschaftlich finanzierte innerstädtische Personennahverkehr mit Auslaufen der Konzession im Jahr 1941 verstaatlicht worden, so dass die Planungshoheit an die öffentliche Hand überging. Doch die wesentlichen finanziellen und planerischen Kompetenzen für den Aufbau eines Massenverkehrsmittels lagen seinerzeit nicht auf lokaler Ebene im Sinne einer Kommunalen Selbstverwaltung, sondern bei der Zentralregierung in Paris und ihren nachgelagerten Behörden. Die von dort ausgeübte staatliche Lenkung der französischen Volkswirtschaft in Gestalt von Mehrjahresplänen war in den Nachkriegsjahren vorwiegend auf den Aufbau und die Modernisierung bestimmter Industriezweige ausgerichtet und kaum auf innerstädtische Verkehrsnetze bedacht. Speziell der öffentliche Nahverkehr wurde, wie die Provinz insgesamt, aufgrund bestimmter nationalpolitischer Weichenstellungen erheblich vernachlässigt. Zudem schätzten speziell in Lyon mehrere Studien die geologischen und finanziellen Voraussetzungen zum Bau einer innerstädtischen Schnellbahn in jener Zeit zunächst negativ ein.
Demgegenüber wuchsen mit der wirtschaftlichen Prosperität der Nachkriegsjahre in Lyon wie in allen französischen Ballungsräumen Bevölkerung und Beschäftigung und die damit verbundenen Verkehrsprobleme. Zwischen 1954 und 1962 stieg die Einwohnerzahl in Groß-Lyon um über 100.000 Personen und näherte sich der Millionengrenze; die Zahl der Kraftfahrzeuge hatte sich allein zwischen 1954 und 1959 verdoppelt. Das Verkehrsnetz konnte in dieser Zeit bei Weitem nicht im gleichen Umfang mitwachsen. Die vergleichsweise sehr hohe Bevölkerungsdichte und der naturräumlich bedingte Platzmangel im Bereich der Kernstadt verschärften die Problematik zusätzlich. Hinzu kamen die seit den 1960er Jahren geschaffenen Plattenbauviertel am Rande des Siedlungsgebietes, die von Anfang an keine leistungsfähige Verkehrsanbindung besaßen.

### Der Weg zur ersten Métro

#### Organisation des Métrobaus
Im Mai 1963 bildete sich mit der Association Lyon-Métro erstmals eine Interessengruppe heraus. Dieser gelang es im Gegensatz zu den bisherigen Entwürfen erstmals, die Lokalpolitik durch Lobbyarbeit und gründliche Untersuchungen ernsthaft von der Sinnhaftigkeit und der Notwendigkeit eines solchen Vorhabens zu überzeugen. So entstanden in der Folge 1966 – noch mit Hilfe der Pariser Verkehrsbetriebe (RATP) – die offizielle Projektstudie, 1969 der Vorentwurf und 1970 schließlich die vollständige Detailplanung für den ersten Bauabschnitt.
Um etwaigen Interessenskonflikten zwischen Zentralstaat, Département und Kommunen vorzubeugen, wurde für die Planung und den Bau der Métro eine Projektgesellschaft gegründet, die Société d’Études du Métropolitain de l’Agglomération Lyonnaise (SEMALY). Diese fungierte als Arbeitgeberin für die beteiligten Ingenieure sowie als Bauherr und Geldgeber. Die finanziellen Mittel stammten, wie es in Frankreich üblich war, aus einem Kredit des zentralstaatlichen Pensionsfonds.
Die Auslagerung des Métroprojekts in eine eigene und damit von Paris unabhängige Zweckgesellschaft war in Frankreich einmalig und verschaffte den Beteiligten relativ große Entscheidungsspielräume. Dieser Umstand ist für viele der betrieblichen und technischen Besonderheiten der Métro Lyon verantwortlich, etwa den Linksverkehr, die für Frankreich einzigartige Profilbreite der Züge von 2,89 m oder die Steuerung der U-Bahn von einem Zentralrechner aus. Speziell ließ sich dabei das Bestreben des zentralstaatlichen Pensionsfonds wie der RATP, die planerische Hoheit über das Vorhaben zu erlangen, mittels „einer gewissen Komplizenschaft“ umgehen. Dies war insofern von Bedeutung, als gerade die RATP als seinerzeit einziger Betreiber städtischer Schnellbahnen in Frankreich in diesem Bereich eine gewisse „nationale Deutungshoheit“ für sich beanspruchte und beste Beziehungen zu den zuständigen Ministerien unterhielt.
Dadurch war es beispielsweise möglich, die Profilbreite der Züge auf 2,89 m festzulegen und damit deutlich jenseits des französischen „Métro-Gardemaßes“ von 2,5–2,6 m, das von der Métro Paris ausgehend auf politischen Druck hin in allen anderen neu gebauten französischen Métros der Nachkriegszeit zur Anwendung kam. Hintergrund für dieses Beharren auf einem im internationalen Vergleich ungewöhnlich schmalen Wagenprofil waren Befürchtungen auf nationaler Ebene, ausländische Waggonbauer könnten mit ihren üblicherweise breiteren Serienfahrzeugen in den französischen Markt eindringen, wenn sie passend breite Métrotunnels vorfänden.

#### Festlegung der Linienführung
Die Wahl der Linienführung der Métro erwies sich in Lyon aufgrund der Stadtstruktur als schwierig. Zunächst stimmten alle Beteiligten darin überein, dass vorrangig das Stadtzentrum auf der Halbinsel mit dem eigentlichen Siedlungsschwerpunkt auf der gegenüberliegenden, östlichen Seite der Rhone zu verbinden sei. Die erste Strecke, die heutige Linie A, sollte dabei der bisherigen Buslinie 7 Perrache–Hôtel de Ville–Cusset folgen, die seinerzeit das mit Abstand höchste Fahrgastaufkommen zu verzeichnen hatte und darüber hinaus mit Villeurbanne die zweitgrößte Stadt im Raum Lyon erschloss. Diese Linie war so bedeutsam, dass sie schon 1942 vorgeschlagen worden war. Dieser Streckenabschnitt hatte zunächst eine Länge von 9,2 Kilometern.
Abgesehen davon gab es in den 1960er Jahren Planungen für das Part-Dieu-Quartier auf einem (ehemaligen) Kasernengelände auf der Ostseite der Rhone. Dieses sollte nach dem Willen der Stadtverwaltung zu einem – neben der Halbinsel – zweiten Stadtzentrum für Lyon umgestaltet werden und daher unbedingt in die Métroplanungen aufgenommen werden, und zwar ausdrücklich in den ersten Bauabschnitt. Von Bedeutung war der Standort Part-Dieu zudem insofern, als dort der zukünftige innerstädtische Fernbahnhof für den TGV vorgesehen war.
Weil Part-Dieu rund einen Kilometer südlich der geplanten Linie A lag, war die gewünschte Verkehrsanbindung mit dieser Linie nicht zu bewerkstelligen. Gleichzeitig ließ der enge Kostenrahmen nicht allzu viele weitere Streckenkilometer zu. Daher wurde zur Anbindung von Part-Dieu eine separate, rund 1½ Kilometer lange Stichstrecke vorgesehen, die zwischen den Stationen Masséna und Charpennes nach Süden hin abzweigen und bis zu dem genannten Areal führen sollte. Diese Strecke entspricht dem nördlichen Abschnitt der heutigen Linie B.
Die ursprüngliche Absicht, die Züge von Part-Dieu aus mit Hilfe eines Gleisdreiecks sowohl in Richtung Perrache als auch in Richtung Cusset auf die Linie A auffahren zu lassen, wurde aus fahrplantechnischen Gründen wieder verworfen. Daher ergibt sich an der Station Charpennes nunmehr die Situation, dass die Züge der Linie B dort wenige Meter vor dem Tunnel der Linie A an einem Seitenbahnsteig enden und dass dadurch zwischen Part-Dieu und der Halbinsel innerhalb des Métronetzes umgestiegen werden muss.

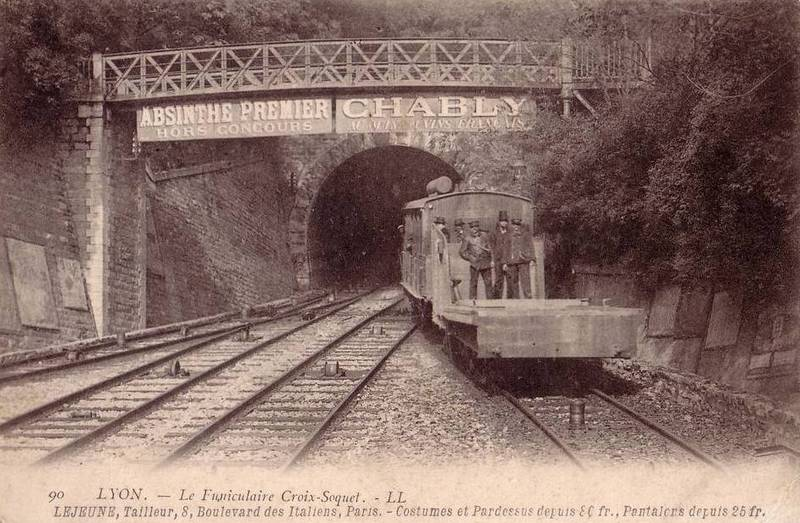
Die alte Standseilbahn zwischen Croix-Paquet und Croix-Rousse ist historisch gesehen der älteste Streckenabschnitt der Métro Lyon (Aufnahme von 1910)

Als weitere Ergänzung war der Anschluss der Zahnradbahn von Croix-Paquet an das Métronetz vorgesehen. Diese rund 600 Meter lange Bahnstrecke verband die Halbinsel seit 1890 mit dem nördlich gelegenen Croix-Rousse-Hochplateau und war ursprünglich als Standseilbahn ausgeführt. Der Betrieb war bereits zwischen 1972 und 1974 von der TCL auf Zahnstangenantrieb umgerüstet und mit modernen Fahrzeugen versehen worden. Jene Bahn sollte, fortan als Linie C bezeichnet, um rund 300 Meter nach Süden verlängert werden, um an der Station Hôtel de Ville eine Umsteigemöglichkeit zur Linie A zu schaffen. Damit umfasste der erste Bauabschnitt rund elf Kilometer U-Bahn, die sich auf drei Linien verteilten.

#### Städtebauliche Aspekte

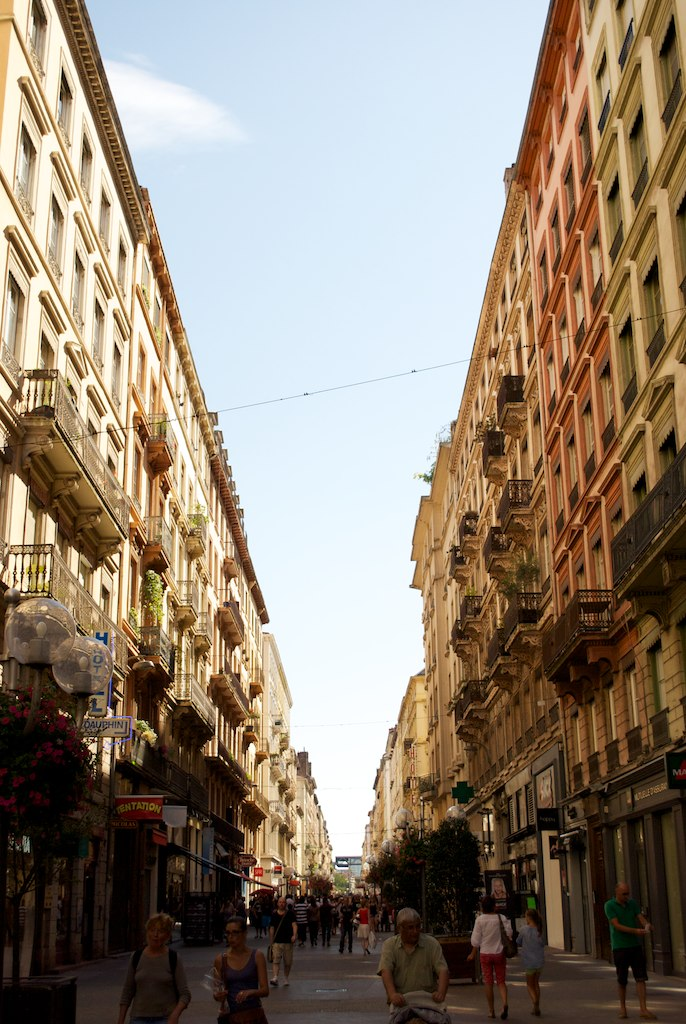
Die zentrale Fußgängerzone entlang der Rue Victor Hugo (und damit der Linie A) auf der Halbinsel mit nur zwölf Metern Abstand zwischen den Häuserfronten

Die Métro sollte nicht nur die Verkehrsprobleme der Stadt lösen, sondern die Stadtentwicklung insgesamt maßgeblich begleiten. Dazu wurde die U-Bahn abgesehen von Part-Dieu noch in etliche weitere städtebauliche Großprojekte einbezogen, etwa in den Umbau des Bahnhofs Perrache und vielfach in die Sanierung der Versorgungsnetze. Zudem entstand auf der Halbinsel entlang des neu errichteten Métrotunnels zwischen den Stationen Perrache und Cordeliers bis 1975 eine rund 1½ Kilometer lange Fußgängerzone.

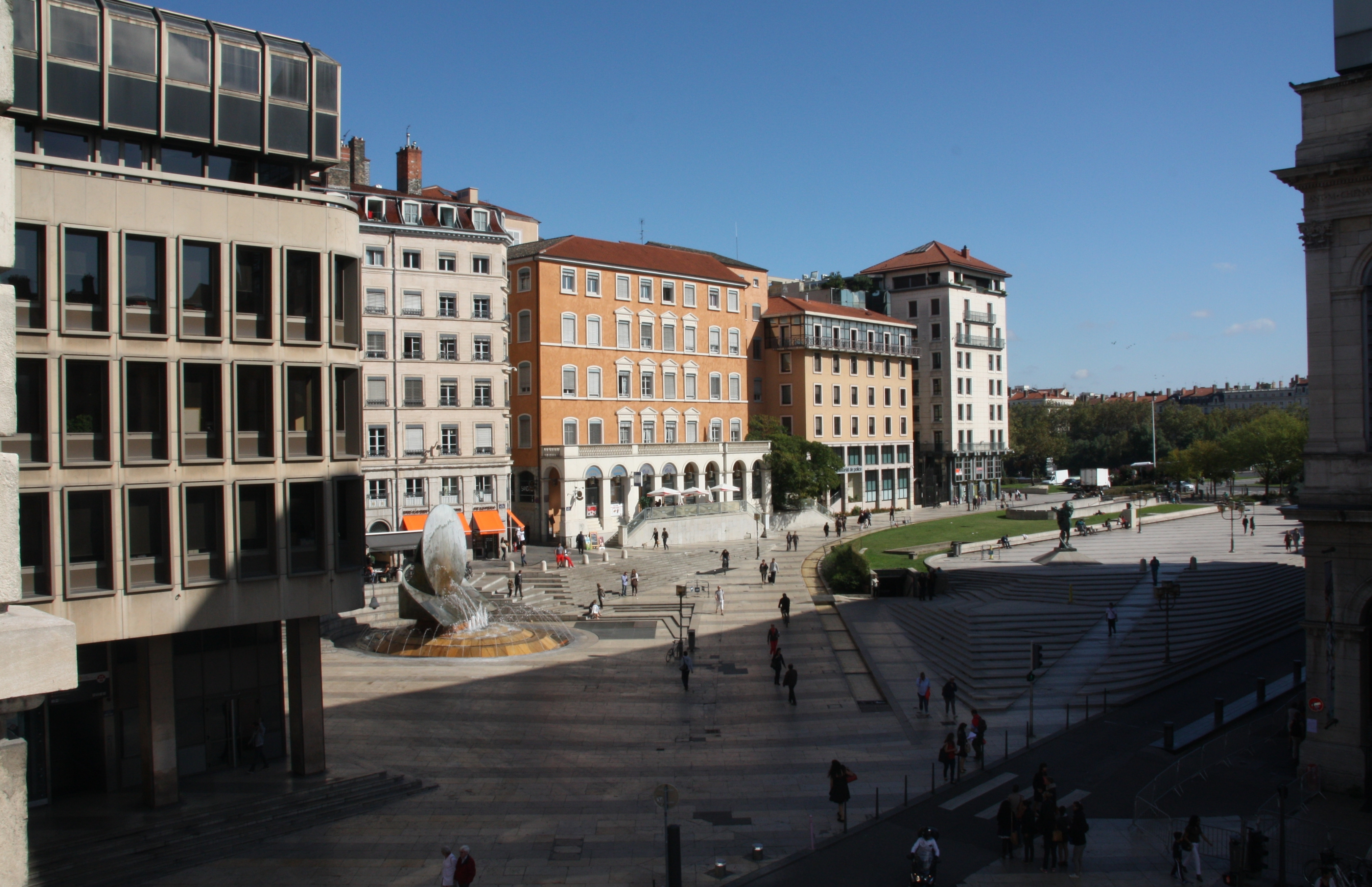
Der Place Louis Pradel zwischen dem Rathaus und der Oper entstand nach Abbruch einer ganzen Häuserzeile, um Platz für die Métro zu schaffen

Am nördlichen Ende der Halbinsel wurde für den Durchbruch der Métro zwischen dem Rathaus und dem Rhoneufer ein Häuserblock abgebrochen und der heutige Place Louis Pradel geschaffen. Für die Querung des Flusses ersetzte man zudem die angrenzende Morand-Brücke durch den heutigen zweistöckigen Neubau. Für die Zukunft war außerdem vorgesehen, die Métrolinien speziell auf eine Reihe großer Neubaugebiete auszurichten, die seinerzeit am Stadtrand geplant waren.

#### Die Rolle der Zentralregierung in Paris
Den Verantwortlichen vor Ort war von Anfang an bewusst, dass die Métro nicht ohne finanzielle Beteiligung seitens des Zentralstaates möglich sein würde. Allerdings war diese Art der Finanzierung mit verschiedenen Unwägbarkeiten verbunden, die es zu klären galt. Abgesehen davon, dass staatliche Beihilfen nur in begrenztem Umfang zu erwarten waren, wurden verschiedene Aspekte des Métrobaus seitens der Zentralregierung immer wieder infrage gestellt und gerieten damit zum Gegenstand langwieriger Verhandlungen.
Staatliche Zuwendungen dieser Art wurden in Frankreich seinerzeit, also vor der Dezentralisierung des Landes in den 1980er Jahren, nicht über allgemein bereitstehende Finanztöpfe gewährt und ließen sich nicht anhand wirtschaftlicher Kosten-Nutzen-Rechnungen erzwingen. Stattdessen mussten solche Gelder ausdrücklich in den staatlichen Wirtschaftsplan aufgenommen werden, dessen Ausgestaltung den zuständigen Ministerien oblag und damit letztlich einer gewissen Willkür seitens der Zentralregierung ausgesetzt war. Die Zentralregierung hielt eine Métro in der Provinz trotz der mittlerweile eindeutigen Ergebnisse der bisherigen Untersuchungen für „Prestige-Gehabe“ und „Verschwendung“ und nutzte zudem verschiedene Gelegenheiten, dies öffentlich so darzustellen.
Selbst nach Abschluss aller – seinerzeit sogar zentralstaatlich subventionierten – Planungen für den ersten Bauabschnitt stellte die Zentralregierung alle bisherigen Festlegungen immer noch infrage. So schrieb sie im März 1971 und damit wenige Monate nach Fertigstellung der Detailplanung einen Ideenwettbewerb für die technische Konzeption der Métro aus, dessen Vorgaben alle bisherigen Planungsschritte de facto ignorierten und den Métrobau um zwei weitere Jahre verzögern sollten.

#### Von der Ausschreibung bis zur Eröffnung
Die Ausschreibungen für den Ideenwettbewerb begannen im Mai 1971 und zogen sich bis in das Jahr 1972 hinein. Änderungen an der bisherigen Konzeption ergaben sich wider Erwarten der Zentralregierung aber nicht, denn die Jury bestand aus lokalen Verantwortlichen, die das Ergebnis jener Ausschreibung ganz in ihrem Sinne ausfallen ließen.
Den Zuschlag erhielt schließlich eine Bietergemeinschaft aus der Compagnie Générale d’Électricité (CGE) und Grands Travaux de Marseille (GTM). Die reinen Baukosten wurden auf 596 Mio. Franc veranschlagt, wovon 200 Mio. Franc durch staatliche Beihilfen aufgebracht wurden. Gemessen an den Gesamtkosten von rund 1,6 Milliarden Franc fiel der Subventionsbetrag dagegen recht gering aus.

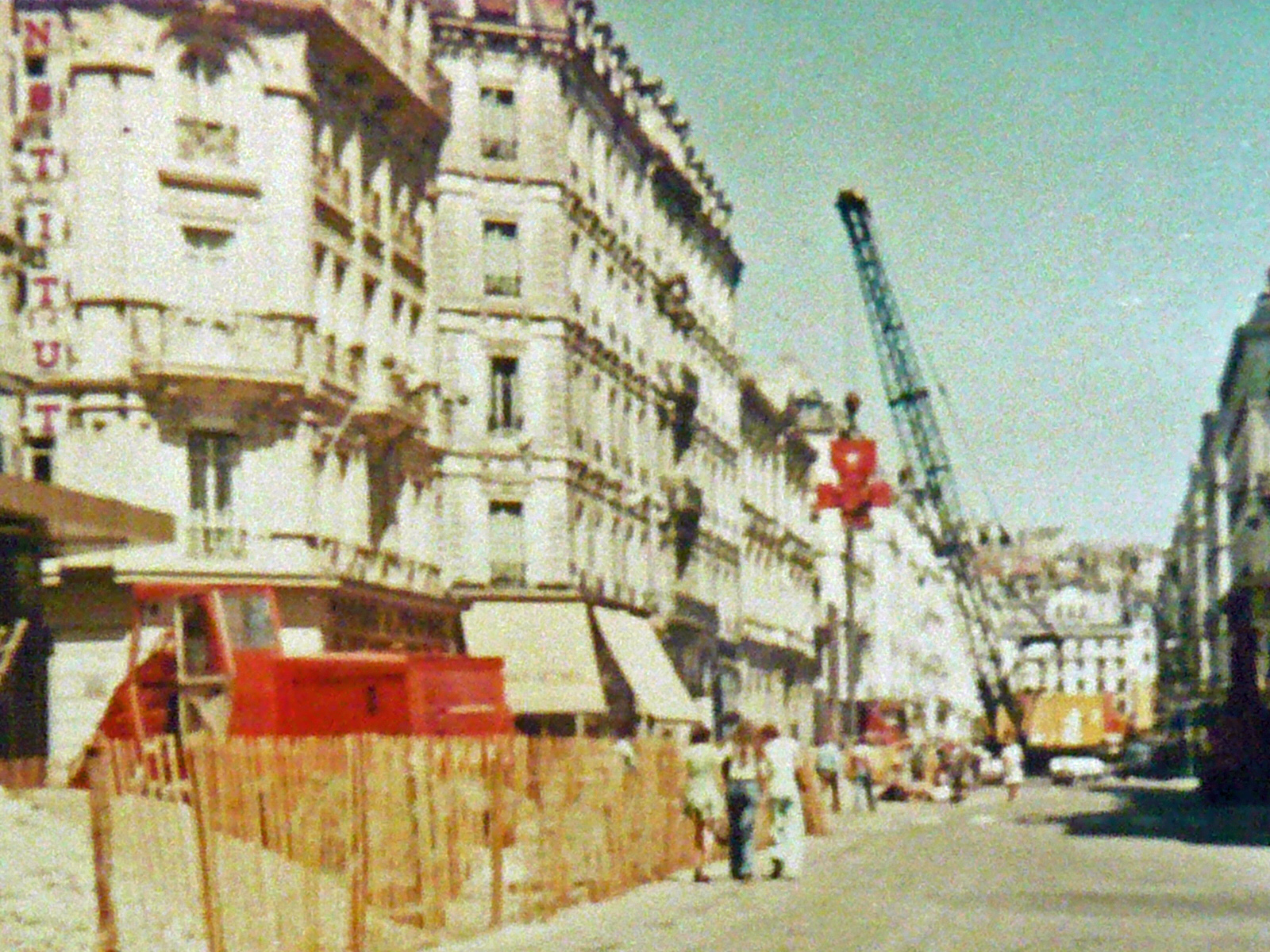
Arbeiten am ersten Bauabschnitt im Sommer 1974

Die offizielle Genehmigung für die Métro erging am 23. Oktober 1972. Nachdem im darauffolgenden Winter die Versorgungsnetze verlegt worden waren, konnten die Bauarbeiten am 1. Mai 1973 beginnen. Knapp fünf Jahre später, am 28. April 1978, wurden die drei Teilstrecken der Métro schließlich gemeinsam eröffnet.

### Der zweite Bauabschnitt
Bereits kurz nach Beginn der Bauarbeiten wurden die Planungen für den zweiten Bauabschnitt der Métro aufgenommen. Dabei waren neben einigen unbedeutenden Ergänzungen zu den bisherigen Strecken vor allem den Bau zweier Streckenabschnitte vorgesehen. So sollte einerseits die Linie B von Part-Dieu aus um 2,3 Kilometer und drei Stationen nach Süden bis zum Place Jean Macé verlängert werden, um Part-Dieu und den TGV-Bahnhof besser anzubinden. Andererseits war der Weiterbau der Linie A nach Osten in den Bereich von Décines-Champ Blanc vorgesehen, wo seit geraumer Zeit eine jener neuen Großwohnsiedlungen geplant war.
Letzteres Bauvorhaben widersprach zunehmend der zentralstaatlichen Siedlungsplanung, die große Neubausiedlungen vermehrt in ländlichen Regionen und damit abseits der Großstädte vorsah. Somit wurden die Planungen zur Großsiedlung Décines aufgegeben, und der zweite Bauabschnitt beschränkte sich fortan auf die genannten 2,3 Kilometer zwischen Part-Dieu und Jean Macé. Die Bauarbeiten begannen im Winter 1977/78, die Eröffnung erfolgte am 9. September 1981 und damit rund zwei Wochen bevor der erste TGV Lyon erreichte.

### Der dritte Bauabschnitt nach Cuire
Zur Zeit des Métrobaus kam nicht nur in Villeurbanne, sondern auch in anderen Lyoner Vororten der Wunsch nach einem U-Bahn-Anschluss auf, darunter in den Kommunen Caluire-et-Cuire und Rillieux-la-Pape auf dem Croix-Rousse-Hochplateau. Die Möglichkeit dazu bot sich bereits Ende der 1970er Jahre, also schon kurze Zeit nach Eröffnung der Métro.
Die Verkehrsleistung der Zahnradbahn von Croix-Paquet, die seit nunmehr 1978 an der Station Hôtel de Ville Anschluss an die Linie A bot, reichte für den dadurch verursachten Fahrgastansturm nicht mehr aus. Somit mussten – mangels geeigneter Alternativen – Rollmaterial und damit ebenso die Betriebswerkstatt nach nur wenigen Jahren gegen leistungsfähigere Einheiten ausgetauscht werden. Weil aber mitten in der Stadt kein Platz für ein neues, entsprechend größeres Depot vorhanden war und keine Gleisverbindung zum restlichen Métronetz existierte, musste die bestehende Strecke zu diesem Zweck um etwa einen Kilometer nach Norden bis zu einem geeigneten Grundstück verlängert werden. Im Zuge dieser Baumaßnahme entstanden zwei weitere Stationen, Hénon sowie rund einen Kilometer weiter nördlich der heutige Endbahnhof Cuire. Die Strecke wurde am 8. Dezember 1984 eröffnet.

### Die Linie D
Entgegen dem bisherigen Ablauf der Arbeiten galt nach Vollendung des ersten Bauabschnitts ursprünglich nicht den Linien B und C, sondern vor allem der heutigen Linie D größte Aufmerksamkeit. Insbesondere der von ihr bediente, südöstliche Teil Lyons wies seinerzeit eine besonders schlechte Verkehrsanbindung auf. Außerdem sollte zur besseren Anbindung von Part-Dieu an die Halbinsel möglichst bald eine weitere Rhonequerung für die Métro entstehen.
Allerdings geriet die Strecke aufgrund ihrer Länge und der technisch aufwändigen Querung der beiden Flüsse sehr teuer und war damit im Gegensatz zu den anderen beiden Streckenabschnitten schwer zu finanzieren. Zudem genoss von Seiten der Zentralregierung ohnehin zunächst die Anbindung des TGV-Bahnhofs Part-Dieu in Gestalt der Linie B größere Aufmerksamkeit. Darüber hinaus wollten die zentralstaatlichen Behörden den Bau der Métro offenbar weiterhin gezielt verzögern, diesmal zugunsten der Finanzierung der Métro Marseille.

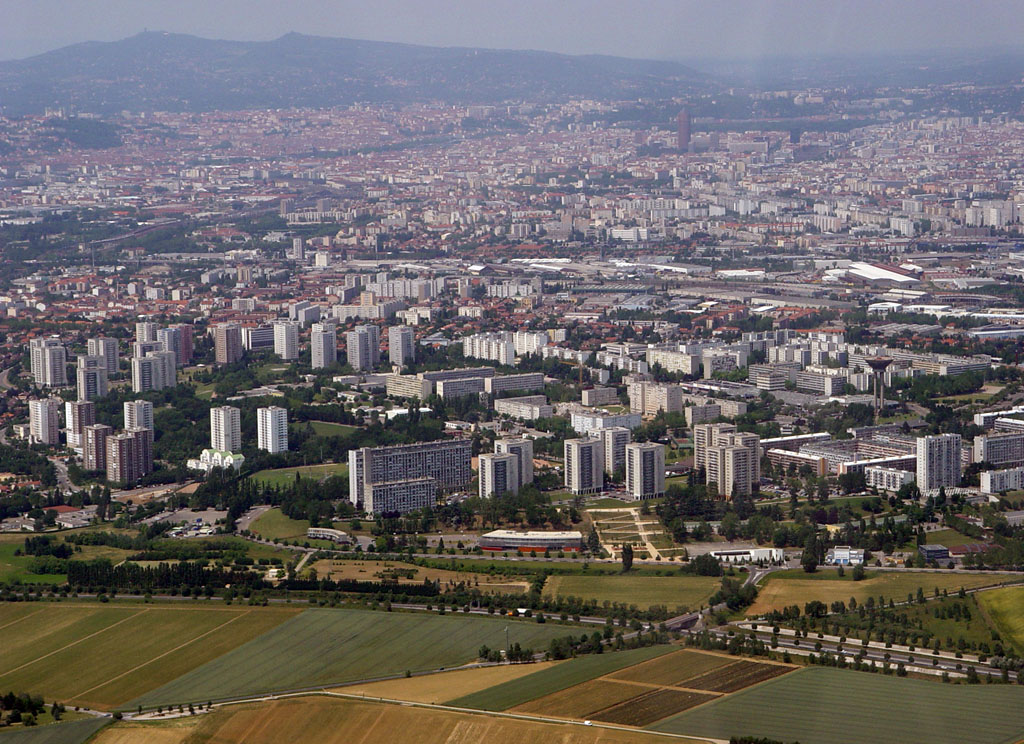
Kommunistische Wählerhochburgen wie die Minguettes von Vénissieux (im Vordergrund) sollten nach dem Willen der Regierung Mauroy von der Métro profitieren

Diese Einstellung änderte sich mit dem Amtsantritt der Regierung Mitterrand/Mauroy 1981 schlagartig. Das Kabinett, dem vier Minister der kommunistischen Partei (PCF) angehörten, wollte den öffentlichen Personennahverkehr gezielt fördern und verteilte die Subventionen für den Métrobau wesentlich großzügiger als die bisher amtierende Mitte-rechts-Regierung. Insofern ließ sich der erste Bauabschnitt der Linie D nicht nur erheblich schneller verwirklichen als erwartet, sondern er wurde nunmehr auf Drängen der Regierung sogar noch wesentlich verlängert. Anstelle des ursprünglich geplanten Abschnitts Vieux Lyon–Parilly reichte die Genehmigung von Gorge de Loup bis zum Bahnhof von Vénissieux. Damit sollte die Métro das Stadtgebiet einer kommunistischen Parteihochburg am südlichen Rand von Groß-Lyon erreichen. Die Bauarbeiten begannen 1984, die Fertigstellung war ursprünglich für das Jahr 1988 vorgesehen.

### Das MAGGALY-System
Nachdem für die Rhonequerung eine Lösung in Gestalt des Bentonit-Schildvortriebs gefunden worden war, gab es noch ein Problem mit der Zugsicherung. Ursprünglich sollten auf der Linie D wieder die gleichen Fahrzeuge und die gleichen Systeme für Zugsicherung und -beeinflussung zum Einsatz kommen wie auf den Linien A und B. Doch hatte sich genau in jener Zeit herausgestellt, dass das bisher eingesetzte System für den rechnergestützten Betrieb nicht wie gewünscht funktionierte. Daher musste neben Bauleistung und Fahrzeugen die PA-Software und der PCC ebenso neu ausgeschrieben werden.
Dabei sollte vor dem Hintergrund der kurz zuvor vom französischen Matra-Konzern erfolgreich errichteten, vollautomatischen und damit fahrerlosen VAL-Métro in Lille auf ausdrücklichen Wunsch des SYTRAL hin auf der Linie D eine solche fahrerlose U-Bahn eingerichtet werden. Weil sich in Lyon aber aus baulichen Gründen keine Eins-zu-Eins-Kopie der VAL verwirklichen ließ, entstand unter Beteiligung anderer Firmen, namentlich Alcatel-Alsthom, Jeumont-Schneider und Compagnie de Signaux (CSEE), eine andere und damit von Grund auf neu zu entwickelnde Lösung namens MAGGALY (Métro Automatique à Grand Gabarit de l’Agglomeration Lyonnaise). Die Verantwortung für die Umsetzung der an sich hochkomplexen informationstechnischen Systeme wurde dabei auf recht ungeschickte Weise auf die verschiedenen Unternehmen und Organisationen verteilt, zwischen denen es zu Unstimmigkeiten und ausdauernden Rivalitäten kam. So konnte das MAGGALY-System zwar letztlich erfolgreich umgesetzt werden, verzögerte sich aber um über drei Jahre und geriet dabei mit einer Kostensteigerung um mehrere hundert Millionen Francs zu einem finanziellen Desaster.
Die Ursache für diese problematischen Entscheidungen lag unter anderem in den Gesetzen zur Dezentralisierung Frankreichs. Mit der Schaffung der Regionen und der damit verbundenen Neuorganisation der kommunalen Verwaltung hatten sich die Machtverhältnisse innerhalb des SYTRAL und damit innerhalb des Métroprojekts zugunsten politischer Amts- und Mandatsträger verschoben. Diese waren im Gegensatz zu den bisherigen Verantwortlichen verstärkt um ihren politischen Ruf besorgt und trafen Entscheidungen vermehrt nach ihren politischen Vorlieben und schoben dabei so manche Warnung seitens der technischen Sachverständigen beiseite.

### Das Ende des Métrobaus in den 1990er Jahren
Die Kosten- und Terminüberschreitungen beim Bau der Linie D bereiteten der Öffentlichkeit zunehmend Sorgen. Der Métrobau strapazierte die öffentlichen Finanzen erheblich und würde gleichermaßen auf absehbare Zeit langsamer voranschreiten als bislang geplant. Demgegenüber sah sich jedoch die Politik im Großraum Lyon durch den 1996 verabschiedeten Verkehrsentwicklungsplan (plan de déplacements urbains, PDU) dazu gezwungen, den Ausbau seiner öffentlichen Verkehrsnetze zu beschleunigen.
Dies galt für den Raum Lyon ganz besonders, denn nach Eröffnung der Linie D wies das Métronetz immer noch erhebliche Defizite bei der Erschließung auf. Weder das große Universitätsgelände La Doua im Nordosten der Stadt mit seinen 35.000 Studenten, noch die großen Sportstätten wie das Stade Gerland noch der Flughafen im Osten der Stadt waren bislang durch Schnellbahnen angebunden worden. Ebenso hatte die Métro bis dato kein einziges der insgesamt fünf großen Plattenbauviertel im Großraum Lyon erreicht.
Somit war absehbar, dass nicht alle Hauptverkehrsachsen mit der U-Bahn bedient werden konnten, sondern eine preisgünstigere und schneller umzusetzende Alternative gefunden werden musste. Insofern wurde die Métroplanung mit Einführung des PDU für Groß-Lyon im Jahre 1997 erheblich reduziert. Stattdessen wurde der Aufbau eines Straßenbahnnetzes für die weiteren Hauptverkehrsachsen beschlossen, das seit seiner Eröffnung im Jahre 2000 auf mittlerweile (2013) fünf Linien angewachsen ist. Diese verbindet – zusammen mit dem im gleichen Zeitraum erheblich erweiterten Obus-Netz – die Plattenbaugebiete sowie das Doua-Gelände mit den nächstgelegenen Métrostationen. Der Flughafen wird indes mit der Schnellstraßenbahn Rhônexpress bedient.
Für die Métro blieben damit nur noch wenige Kilometer Neubaustrecken übrig. Die Linie B wurde vom Place Jean Macé aus noch zweimal weiter nach Süden verlängert, 2000 zum Stade de Gerland und 2013 weiter unter der Rhone hindurch nach Oullins. Die Linie A wurde 2007 um eine Station nach Osten verlängert, um an einer neu errichteten Bahnstation eine Umsteigemöglichkeit zum Rhônexpress zu schaffen. Nachdem keine weiteren Neubaustrecken mehr geplant sind, galt die Métro Lyon mit der Eröffnung der Strecke nach Oullins am 11. Dezember 2013 vorerst als vollendet. Im Oktober 2023 wurde jedoch die Verlängerung der Metrolinie B, die nun in südlicher Richtung beim Krankenhaus des Vorortes Saint-Genis-Laval endet, eröffnet.
Weitere Pläne für eine vom Place Bellecour oder dem Bahnhof Lyon Perrache ausgehende Metrolinie E in Richtung der westlich der Saône gelegenen Viertel wurden zugunsten des Baus einer neuen weiter südlich verlaufenden Straßenbahnlinie zunächst auf Eis gelegt.